# Aleijadinho
Antônio Francisco Lisboa, mais conhecido como Aleijadinho, (Ouro Preto, c. 29 de agosto de 1730 ou, mais provavelmente, 1738 – Ouro Preto, 18 de novembro de 1814) foi um importante escultor, entalhador e arquiteto do Brasil colonial.
Pouco se sabe com certeza sobre sua biografia, que permanece até hoje envolta em cerrado véu de lenda e controvérsia, tornando muito árduo o trabalho de pesquisa sobre ele e ao mesmo tempo transformando-o em uma espécie de herói nacional. A principal fonte documental sobre o Aleijadinho é uma nota biográfica escrita somente cerca de quarenta anos depois de sua morte. Sua trajetória é reconstituída principalmente através das obras que deixou, embora mesmo neste âmbito sua contribuição seja controversa, já que a atribuição da autoria da maior parte das mais de quatrocentas criações que hoje existem associadas ao seu nome foi feita sem qualquer comprovação documental, baseando-se apenas em critérios de semelhança estilística com peças documentadas.
Toda sua obra, entre talhas, projetos arquitetônicos, relevos e estatuária, foi realizada em Minas Gerais, especialmente nas cidades de Ouro Preto, Sabará, São João del-Rei e Congonhas. Os principais monumentos que contêm suas obras são a Igreja de São Francisco de Assis de Ouro Preto e o Santuário do Bom Jesus de Matosinhos. Com um estilo relacionado ao Barroco e ao Rococó, é considerado pela crítica brasileira quase em consenso como o maior expoente da arte colonial no Brasil e, ultrapassando as fronteiras brasileiras, para alguns estudiosos estrangeiros é o maior nome do Barroco americano, merecendo um lugar destacado na história da arte do ocidente.

## Biografia
Muitas dúvidas cercam a vida de Antônio Francisco Lisboa. Praticamente todos os dados hoje disponíveis são derivados de uma biografia escrita em 1858 por Rodrigo José Ferreira Bretas, 44 anos após a morte do Aleijadinho, baseando-se alegadamente em documentos e depoimentos de indivíduos que haviam conhecido pessoalmente o artista. Contudo, a crítica recente tende a considerar essa biografia em boa medida fantasiosa, parte de um processo de magnificação e dramatização de sua personalidade e obra, numa manipulação romantizada de sua figura cujo intuito era elevá-lo à condição ícone da brasilidade, um misto de herói e artista, um "gênio singular, sagrado e consagrado", como descreveu Roger Chartier. O relato de Bretas, contudo, não pode ser completamente descartado, pois sendo a mais antiga nota biográfica substancial sobre Aleijadinho, sobre ela se construiu a maioria das biografias posteriores, mas as informações que traz precisam ser encaradas com algum ceticismo, sendo difícil distinguir o que é fato do que foi distorcido pela tradição popular e pelas interpretações do escritor. Biografias e estudos críticos realizados pelos modernistas brasileiros na primeira metade do século XX também fizeram interpretações tendenciosas de sua vida e obra, aumentando a quantidade de estereótipos em seu redor, que ainda hoje se perpetuam na imaginação popular e em parte da crítica, e são explorados tanto por instâncias culturais oficiais como pelas agências de turismo das cidades onde ele deixou sua produção.
A primeira notícia oficial sobre Aleijadinho apareceu em 1790 em um memorando escrito pelo capitão Joaquim José da Silva, cumprindo ordem régia de 20 de julho de 1782 que determinava se registrassem em livro oficial os acontecimentos notáveis, de que houvesse notícia certa, ocorridos desde a fundação da Capitania de Minas Gerais. O memorando, escrito ainda em vida de Aleijadinho, continha uma descrição das obras mais notáveis do artista e algumas indicações biográficas, e em parte nele se baseou Bretas para escrever os Traços biográficos relativos ao finado Antônio Francisco Lisboa, distinto escultor mineiro, mais conhecido pelo apelido de Aleijadinho, onde reproduziu trechos do documento original, que mais tarde se perdeu.

### Primeiros anos e formação

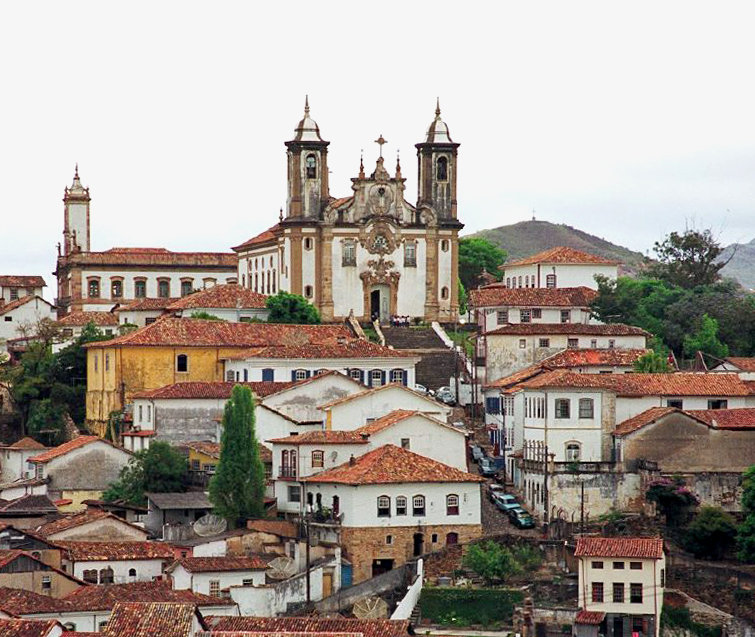
Detalhe de Ouro Preto, com a Igreja do Carmo, projeto em parte de Aleijadinho

Antônio Francisco Lisboa, o Aleijadinho, era filho natural de um respeitado mestre de obras e arquiteto português, Manuel Francisco Lisboa, e de sua escrava africana, Isabel. Na certidão de batismo, invocada por Bretas, consta que Antônio, nascido escravo, fora batizado em 29 de agosto de 1730, na então chamada Vila Rica, atual Ouro Preto, na freguesia de Nossa Senhora da Conceição de Antônio Dias, tendo como padrinho Antônio dos Reis e sendo alforriado na ocasião, por seu pai e senhor. Na certidão, não consta a data de nascimento da criança, que pode ter ocorrido alguns dias antes. Entretanto, há argumentos fortes que levam atualmente a se considerar mais provável que tenha nascido em 1738, pois em sua certidão de óbito consta como data de seu falecimento 18 de novembro de 1814, acrescentando que o artista tinha então 76 anos de idade. A data de 1738 é aceita pelo Museu Aleijadinho localizado em Ouro Preto, e segundo Vasconcelos o manuscrito original de Bretas, encontrado no arquivo da Arquidiocese de Mariana, remete o nascimento a 1738, advertindo corresponder a data ao registrado na certidão de óbito do artista; o motivo da discrepância entre as datas no manuscrito e no opúsculo que foi impresso não é clara. Em 1738 seu pai casou com Maria Antônia de São Pedro, uma açoriana, e com ela deu quatro meios-irmãos a Aleijadinho, e foi nesta família que o artista cresceu.
Segundo Bretas o conhecimento que Aleijadinho tinha de desenho, de arquitetura e escultura fora obtido de seu pai e talvez do desenhista e pintor João Gomes Batista. Terá frequentado o internato do Seminário dos Franciscanos Donatos do Hospício da Terra Santa de 1750 até 1759, em Ouro Preto, onde aprenderia Gramática, Latim, Matemática e Religião. Entrementes, assistia seu pai nos trabalhos que ele realizava na Matriz de Antônio Dias e na Casa dos Contos, trabalhando também com seu tio Antônio Francisco Pombal, entalhador, e Francisco Xavier de Brito. Colaborou com José Coelho Noronha na obra da talha dos altares da Matriz de Caeté, projeto de seu pai. Data de 1752 o seu primeiro projeto individual, um desenho para o chafariz do pátio do Palácio dos Governadores em Ouro Preto.

### Maturidade

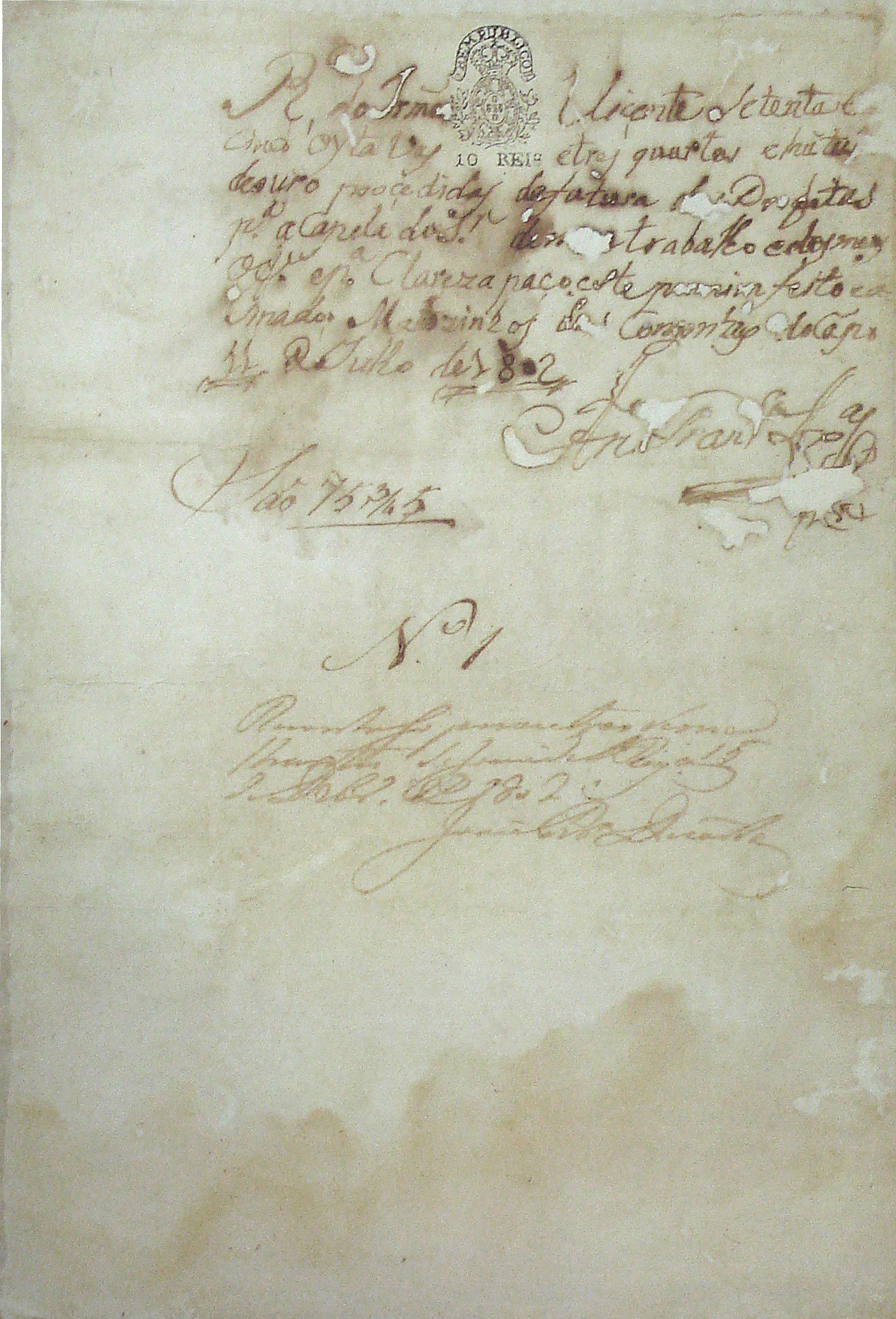
Recibo assinado pelo Aleijadinho quando recebeu o pagamento pela obra dos Profetas. Museu da Inconfidência.

Em 1756 pode ter ido ao Rio de Janeiro acompanhando Frei Lucas de Santa Clara, transportador do ouro e diamantes que deveriam ser embarcados para Lisboa, onde pode ter recebido influência dos artistas locais. Dois anos depois teria criado um chafariz de pedra-sabão para o Hospício da Terra Santa e logo em seguida lançou-se como profissional autônomo. Contudo, sendo mulato, muitas vezes foi obrigado a aceitar contratos como artesão diarista e não como mestre. Da década de 1760 até próximo da morte realizou uma grande quantidade de obras, mas na ausência de documentação comprobatória, diversas têm uma autoria controversa e são a rigor consideradas apenas atribuições, baseadas em critérios de semelhança estilística com sua produção autenticada. Em 1767 morreu-lhe o pai, mas Aleijadinho, como filho bastardo, não foi contemplado no testamento. No ano seguinte alistou-se no Regimento da Infantaria dos Homens Pardos de Ouro Preto, onde permaneceu três anos, sem descontinuar sua atividade artística. Neste período recebeu encomendas importantes: o risco da fachada da Igreja de Nossa Senhora do Carmo, em Sabará, e os púlpitos da Igreja São Francisco de Assis, de Ouro Preto.
Em torno de 1770 organizou sua oficina, que estava em franca expansão, segundo o modelo das corporações de ofícios ou guildas medievais, a qual em 1772 foi regulada e reconhecida pela Câmara de Ouro Preto. Ainda em 1772, no dia 5 de agosto, foi recebido como irmão na Irmandade de São José de Ouro Preto. Em 4 de março de 1776 o governador da Capitania de Minas, Dom Antônio de Noronha, cumprindo instruções do vice-rei, convocou pedreiros, carpinteiros, serralheiros e ferreiros para integrarem um batalhão militar que trabalharia na reconstrução de um forte no Rio Grande do Sul. Aleijadinho teria sido obrigado a atender ao chamado, chegando a se deslocar até o Rio de Janeiro, mas então teria sido dispensado. No Rio providenciou a averbação judicial da paternidade de um filho que tivera com a mulata Narcisa Rodrigues da Conceição, filho que se chamou, como o avô, Manuel Francisco Lisboa. Mais tarde ela o abandonou e levou o filho para o Rio, onde ele se tornou artesão.
Até então, de acordo com Bretas, Aleijadinho gozara de boa saúde e apreciava os prazeres da mesa e as festas e danças populares, mas a partir de 1777 começaram a surgir os sinais de uma grave doença que, com o passar dos anos, deformou-lhe o corpo e prejudicou seu trabalho, causando-lhe grandes sofrimentos. Até hoje, como já Bretas reconhecera, é desconhecida a exata natureza de seu mal, e várias propostas de diagnóstico foram oferecidas por diversos historiadores e médicos. Mesmo com crescente dificuldade, prosseguiu trabalhando intensivamente. Em 9 de dezembro de 1787 assumiu formalmente como juiz da Irmandade de São José. Em 1790 o capitão Joaquim José da Silva escreveu o seu importante memorando para a Câmara de Mariana, parcialmente transcrito por Bretas, onde deu diversos dados sobre o artista, e, testemunhando a fama que então já o acompanhava, saudou-o como:
"O novo Praxíteles… que honra igualmente a arquitetura e escultura… Superior a tudo e singular nas esculturas de pedra em todo o vulto ou meio relevado e no debuxo e ornatos irregulares do melhor gosto francês é o sobredito Antônio Francisco. Em qualquer peça sua que serve de realce aos edifícios mais elegantes, admira-se a invenção, o equilíbrio natural, ou composto, a justeza das dimensões, a energia dos usos e costumes e a escolha e disposição dos acessórios com os grupos verossímeis que inspira a bela natureza. Tanta preciosidade se acha depositada em um corpo enfermo que precisa ser conduzido a qualquer parte e atarem-se-lhe os ferros para poder obrar".

### Anos finais e morte

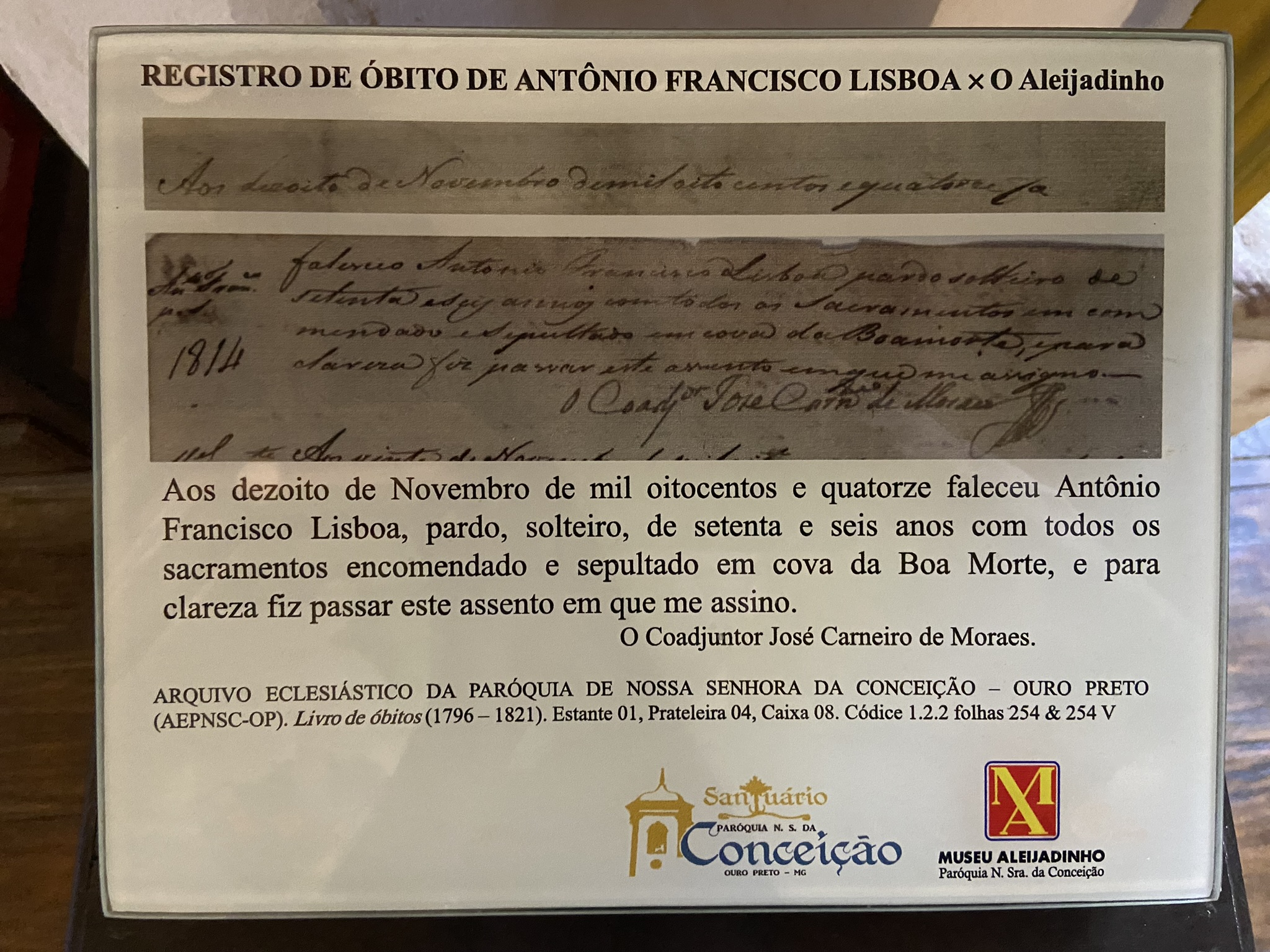
Registro de óbito de Antônio Francisco Lisboa, o Aleijadinho

Em 1796 recebeu outra encomenda de grande importância, para a realização de esculturas da Via Sacra e os Profetas para o Santuário de Bom Jesus de Matosinhos, em Congonhas, consideradas a sua obra-prima. No censo de 1804 seu filho apareceu como um de seus dependentes, junto com a nora Joana e um neto. Entre 1807 e 1809, estando sua doença em estado avançado, a sua oficina encerrou as atividades, mas ele ainda realizou alguns trabalhos. A partir de 1812 sua saúde piorou e ele passou a depender muito das pessoas que o assistiam. Mudou-se para uma casa nas proximidades da Igreja do Carmo de Ouro Preto, para supervisionar as obras que estavam a cargo de seu discípulo Justino de Almeida. A esta altura estava quase cego e com as capacidades motoras grandemente reduzidas. Por um breve período voltou para sua antiga moradia, mas logo teve de acomodar-se na casa de sua nora, que de acordo com Bretas se encarregou dos cuidados de que necessitava até que ele morreu, em 18 de novembro de 1814. Foi sepultado na Matriz de Antônio Dias, em uma tumba junto ao altar de Nossa Senhora da Boa Morte.

## O homem, a doença e o mito
Aleijadinho foi descrito por Bretas nos seguintes termos:
"Era pardo-escuro, tinha voz forte, a fala arrebatada, e o gênio agastado: a estatura era baixa, o corpo cheio e mal configurado, o rosto e a cabeça redondos, e testa volumosa, o cabelo preto e anelado, o da barba cerrado e basto, a testa larga, o nariz regular e algum tanto pontiagudo, os beiços grossos, as orelhas grandes, e o pescoço curto".
Quase nada ficou registrado sobre sua vida pessoal, a não ser que gostava de se entreter nas "danças vulgares" e comer bem, e que amasiou-se com a mulata Narcisa, tendo com ela um filho. Nada foi dito sobre suas ideias artísticas, sociais ou políticas. Trabalhava sempre sob o regime da encomenda ganhando meia oitava de ouro por dia, mas não acumulou fortuna, antes, diz-se que era descuidado com o dinheiro, sendo roubado várias vezes. Por outro lado, teria feito repetidas doações aos pobres. Manteve três escravos: Maurício, seu ajudante principal com quem dividia os ganhos, e mais Agostinho, auxiliar de entalhes, e Januário, que lhe guiava o burro em que andava.
Continuando, Bretas relatou que depois de 1777 o artista começou a exibir sinais de uma misteriosa doença degenerativa, que lhe valeu o apelido de "Aleijadinho". O seu corpo foi progressivamente se deformando, o que lhe causava dores contínuas; teria perdido vários dedos das mãos, restando-lhe apenas o indicador e o polegar, e todos dos pés, obrigando-o a andar de joelhos. Para trabalhar tinha de fazer com que lhe amarrassem os cinzéis nos cotos, e na fase mais avançada do mal precisava ser carregado para todos os deslocamentos — sobrevivem recibos de pagamentos de escravos que o levavam para cá e para lá, atestando-o. Também a face foi atingida, emprestando-lhe uma aparência grotesca. De acordo com o relato, Aleijadinho tinha plena consciência de seu aspecto terrível, e por isso desenvolveu um humor perenemente revoltado, colérico e desconfiado, imaginando que mesmo os elogios que recebia por suas realizações artísticas eram escárnios dissimulados.
Para ocultar sua deformidade vestia roupas amplas e folgadas, grandes chapéus que lhe escondiam o rosto, e passou a preferir trabalhar à noite, quando não podia ser visto facilmente, e dentro de um espaço fechado por toldos. Nos seus últimos dois anos, quando já não podia trabalhar e passava a maior parte do tempo acamado, Bretas disse que, de acordo com o que soube da nora do artista, um lado de seu corpo ficou coberto de chagas, e ele implorava constantemente que Cristo viesse dar-lhe morte e livrar dessa vida de sofrimento, pousando Seus santos pés sobre o seu corpo miserável. Porém, os testemunhos de época não concordam sobre a natureza nem sobre a extensão de suas deformidades. John Bury diz que a versão que o apresenta sem mãos se originou com John Luccock, que visitou as Minas em 1818, sendo repetida por muitos outros, mas Auguste de Saint-Hilaire, por exemplo, que esteve lá na mesma altura, referiu que ele preservara as mãos, embora paralisadas, versão repetida pelo barão von Eschwege. A exumação de seus restos mortais em 1930 não foi conclusiva. Não foram encontrados os ossos terminais dos dedos das mãos e dos pés, mas eles podem ter se desintegrado após o enterramento, hipótese sugerida pelo estado de decomposição dos ossos maiores.
Diversos diagnósticos têm sido propostos para explicar essa doença, todos conjeturais, que incluem entre outras lepra (alternativa improvável, visto que não foi excluído do convívio social, como ocorria com todos os leprosos), reumatismo deformante, bouba, zamparina, intoxicação por "cardina" (uma substância desconhecida que teria o poder de ampliar seus dons artísticos, conforme um relato antigo), sífilis, escorbuto, traumas físicos decorrentes de uma queda, artrite reumatóide, poliomielite e porfiria (doença que produz fotossensibilidade — o que explicaria o fato do artista trabalhar à noite ou protegido por um toldo).

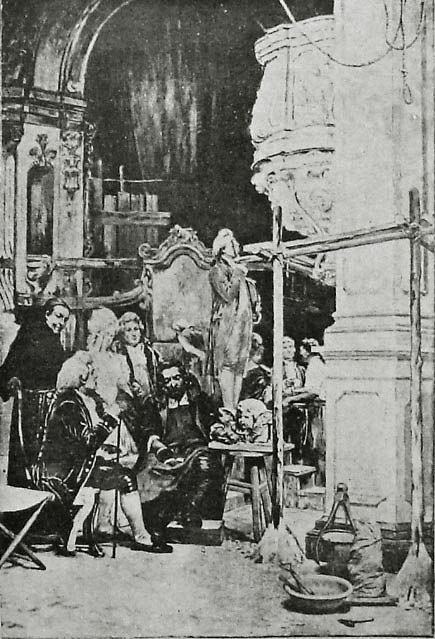
Aleijadinho em Vila Rica, 1898–1904, reconstrução romântica de uma cena imaginária na vida do artista, por Henrique Bernardelli. Reprodução na revista Kósmos de tela posteriormente desaparecida

A construção do mito em torno ao Aleijadinho começou já na biografia pioneira de Bretas, que embora alertando para o fato de que quando "um indivíduo qualquer se torna célebre e admirável em qualquer gênero, há quem, amante do maravilhoso, exagere indefinidamente o que nele há de extraordinário, e das exagerações que se vão sucedendo e acumulando chega-se a compor finalmente uma entidade verdadeiramente ideal", não obstante enaltecia suas realizações contra um meio hostil e uma doença acabrunhante. No início do século XX, interessados em definir um novo sentido de brasilidade, os modernistas o tomaram como um paradigma, um mulato, símbolo do rico sincretismo cultural e étnico brasileiro, que conseguira transformar a herança lusa em algo original, e muita bibliografia foi produzida nesse sentido, criando uma aura em torno dele que foi assumida pelas instâncias oficiais da cultura nacional.
Um dos elementos mais ativos na construção do "mito Aleijadinho" diz respeito à busca implacável de sinais confirmadores de sua originalidade, de sua "unicidade" no panorama da arte brasileira, representando um acontecimento tão especial que transcenderia até mesmo o estilo de sua época. Contudo, essa busca é uma interpretação peculiar do fenômeno estético que nasceu durante o Romantismo, quando se passou identificar fortemente o criador com sua criação, considerando esta uma propriedade exclusiva daquele, e atribuindo à obra a capacidade de exibir reflexos genuínos da personalidade e da alma individual que a produziu. Todo esse corpo de ideias não existia, pelo menos não na importância que adquiriu, durante os períodos anteriores da história da arte, que primaram pelo sistema da criação coletiva e muitas vezes anônima. A arte tendia a ser considerada um produto de utilidade pública, os clientes determinavam a abordagem a ser empregada na obra, as histórias e motivos não pertenciam a ninguém, e a voz pessoal do artista não devia prevalecer sobre os cânones formais consagrados e os conceitos coletivos que se procurava transmitir, nem o criador podia em linhas gerais reivindicar propriedade intelectual sobre o que escrevia, esculpia ou pintava. A partir, pois, da ascensão do conceito romântico de originalidade, que ainda hoje é largamente arraigado, se construiu toda a crítica posterior e se passou a ver o artista como um gênio singular, que está intimamente fundido com sua obra e da qual é o único árbitro e dono, assumindo a criação um perfil autobiográfico. Até nos dias de hoje parte da crítica tende a projetar uma visão moderna sobre processos mais antigos ocorridos dentro de um contexto em tudo distinto, distorcendo as interpretações e chegando a conclusões enganosas, um problema que afeta diretamente o estudo da vida e obra do Aleijadinho e ainda mais profundamente quando se constata a importância simbólica que ele adquiriu para os brasileiros, uma importância que em boa parte foi erigida a partir dessa mesma distorção analítica que está eivada de contradições estéticas e históricas fundamentais. Não é possível, certamente, ignorar diferenças de capacidade artística ou de estilos individuais mesmo entre artistas pré-românticos como ele, nem se ignora o evidente aparecimento de notas originais e transformadoras na linha do tempo, mas é preciso lembrar que antes do que ser um produto de uma suposta geração espontânea, um gênio nascido do nada e inteiramente original, Aleijadinho pertenceu a uma linhagem, teve antecessores e inspiradores, e foi fruto de um meio cultural que determinava em larga medida como a arte da sua época deveria ser criada, sem que o artista — um conceito que tampouco existia como ele é entendido hoje — tivesse um papel especialmente ativo nessa determinação.
Também sua doença entrou como elemento importante neste quadro magnificado. Como sintetizou Gomes Junior,
'"No Brasil o Aleijadinho não teria escapado a essa representação coletiva que circunda a figura do artista. O relato da parteira Joana Lopes, uma mulher do povo que serviu de base tanto para as histórias que corriam de boca em boca quanto para o trabalho de biógrafos e historiadores, fez de Antônio Francisco Lisboa o protótipo do gênio amaldiçoado pela doença. Obscurece-se sua formação para fixar a ideia do gênio inculto; realça-se sua condição de mulato para dar relevo às suas realizações no seio de uma comunidade escravocrata; apaga-se por completo a natureza coletiva do trabalho artístico para que o indivíduo assuma uma feição demiúrgica; amplia-se o efeito da doença para que fique nítido o esforço sobre-humano de sua obra e para que o belo ganhe realce na moldura da lepra."
O pesquisador chama a atenção ainda para a evidência documental de recibos assinados em 1796, onde sua caligrafia ainda é firme e desembaraçada, fato inexplicável se aceitarmos o que disse Bretas ou os relatos de viajantes do século XIX, como Luccock, Friedrich von Weech, Francis de Castelnau e outros, certamente repetindo o que proclamava a voz popular, que diziam ele ter perdido não só dedos, mas até as mãos. No entanto, segundo Bury, a partir daquela data sua caligrafia se deteriora visivelmente. Chartier, Hansen, Grammont e outros vêm ecoando os mesmos argumentos de Gomes Junior, e Barretto acrescentou, ao que se disse acima, que a figura de Aleijadinho é atualmente um chamariz para o turismo de Ouro Preto em tal medida que sua doença, representada nos livros, é "comercializada" em alguns pontos turísticos da cidade. Em meio a esta teia de construções biográficas duvidosas mas largamente consagradas pela tradição, diversos estudiosos têm tentado separar fato de lenda, num esforço que iniciou quase ao mesmo tempo em que se erguia o edifício mítico em seu redor, sendo especialmente notáveis os escritos pioneiros de José Mariano Filho e Roger Bastide sobre este tópico, mais tarde secundados por diversos outros como os dos autores antes citados.

### Iconografia

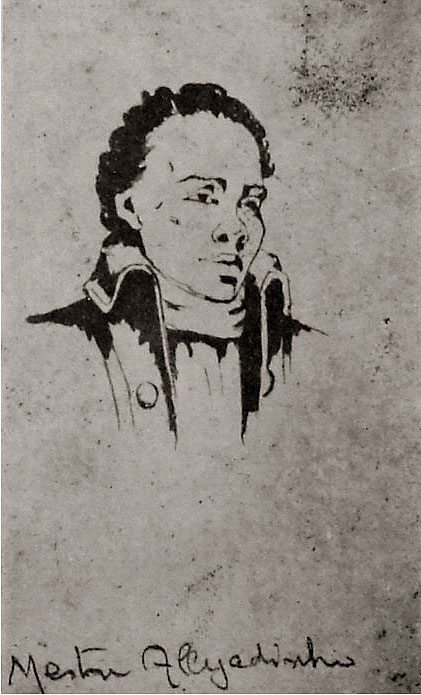
Retrato imaginário de Aleijadinho, por Bernardelli

Não há notícia de que Aleijadinho tenha sido retratado em vida, mas no início do século XX foi descoberto, na casa de ex-votos do Santuário do Bom Jesus de Matosinhos, em Congonhas, um pequeno retrato de um mulato bem vestido, com as mãos ocultas. A obra foi então vendida em 1916 ao comerciante carioca Baerlein como sendo um retrato do artista, e depois de ir parar num antiquário, foi comprada por Guilherme Guinle, quando a esta altura se atribuiu a autoria a Mestre Ataíde. Em 1941 Guinle doou o retrato ao Arquivo Público Mineiro, onde em 1956 foi redescoberto pelo historiador Miguel Chiquiloff, que deu início a uma pesquisa de quase vinte anos para provar sua autenticidade. A conclusão de Chiquiloff foi que a imagem de fato representa Aleijadinho, mas sua autoria foi atribuída a um obscuro pintor, Euclásio Penna Ventura.
Depois disso acendeu-se um grande debate na imprensa, e a opinião pública mineira foi induzida a mostrar-se favorável ao reconhecimento oficial da obra como um retrato autêntico do afamado mestre; a proposta foi inclusive objeto de um projeto de lei que deu entrada na Assembleia Legislativa de Minas Gerais, mas de acordo com um parecer do Conselho Estadual de Cultura, que eximiu-se de julgar um assunto que lhe pareceu fora de sua alçada, o projeto foi vetado pelo governador. Contudo, Assembleia derrubou o veto governamental e aprovou a Lei nº 5.984, de 12 de setembro de 1972, reconhecendo o retrato como a efígie oficial e única de Antônio Francisco Lisboa. É a imagem que ilustra a abertura deste artigo. Alguns artistas brasileiros também ofereceram versões conjeturais de sua aparência, entre eles Belmonte e Henrique Bernardelli.

## Contexto histórico e artístico
Aleijadinho trabalhou durante o período de transição do Barroco para o Rococó, e, como será detalhado mais adiante, sua obra reflete características de ambos. No entanto, a distinção entre eles nem sempre é clara, o que faz muitos críticos os considerarem uma unidade; para estes, o Rococó representa a fase final do ciclo Barroco. Outros, por sua vez, entendem o Rococó como uma corrente autônoma e diferenciada. Essa polêmica atinge Aleijadinho diretamente, e torna por vezes confusa a definição de seu estilo pessoal e sua inserção nas grandes correntes estéticas internacionais.
O Barroco, surgido na Europa no início do século XVII, foi um estilo de reação contra o classicismo do Renascimento, cujas bases conceituais giravam em torno da simetria, da proporcionalidade e da contenção, racionalidade e equilíbrio formal. Assim, a estética barroca primou pela assimetria, pelo excesso, pela expressividade e pela irregularidade. Além de uma tendência puramente estética, esses traços constituíram uma verdadeira forma de vida e deram o tom a toda a cultura do período, uma cultura que enfatizava o contraste, o conflito, o dinâmico, o dramático, o grandiloquente, a dissolução dos limites, junto com um gosto acentuado pela opulência de formas e materiais, tornando-se um veículo perfeito para a Igreja Católica da Contrarreforma e as monarquias absolutistas em ascensão expressarem visivelmente seus ideais de glória e afirmarem seu poder político. A correta compreensão do Barroco nas artes não pode ser conseguida pela análise de obras ou artistas individuais, mas sim do estudo do seu contexto cultural e das estruturas arquitetônicas que foram erguidas naquela época — os palácios e os grandes teatros e igrejas — que serviam como arcabouço de uma "obra de arte total", que incluía a própria arquitetura, mais a pintura, a escultura, as artes decorativas e as performáticas como a música, a dança e o teatro, pois o Barroco buscava a integração de todas as formas de expressão num todo envolvente, sintético e aglutinador.

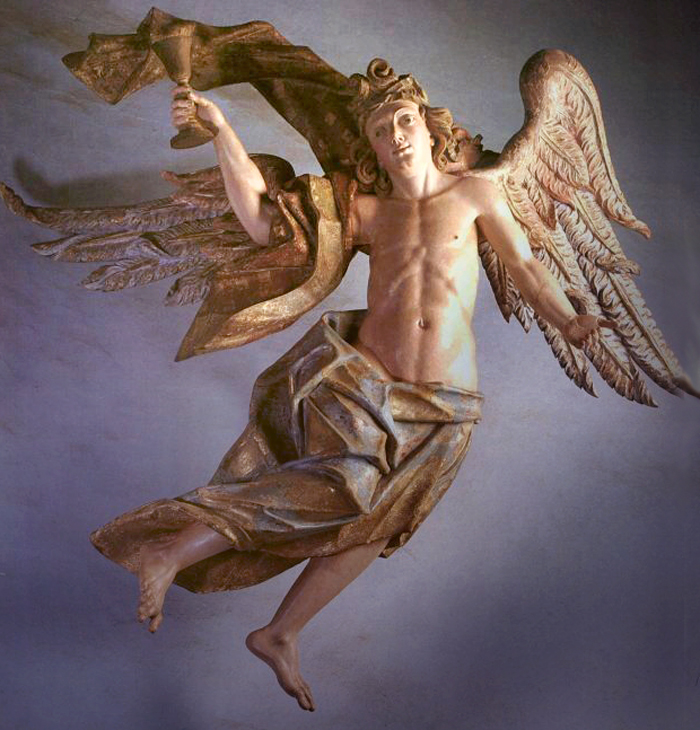
Anjo com o cálice da Paixão, na Via Sacra de Congonhas

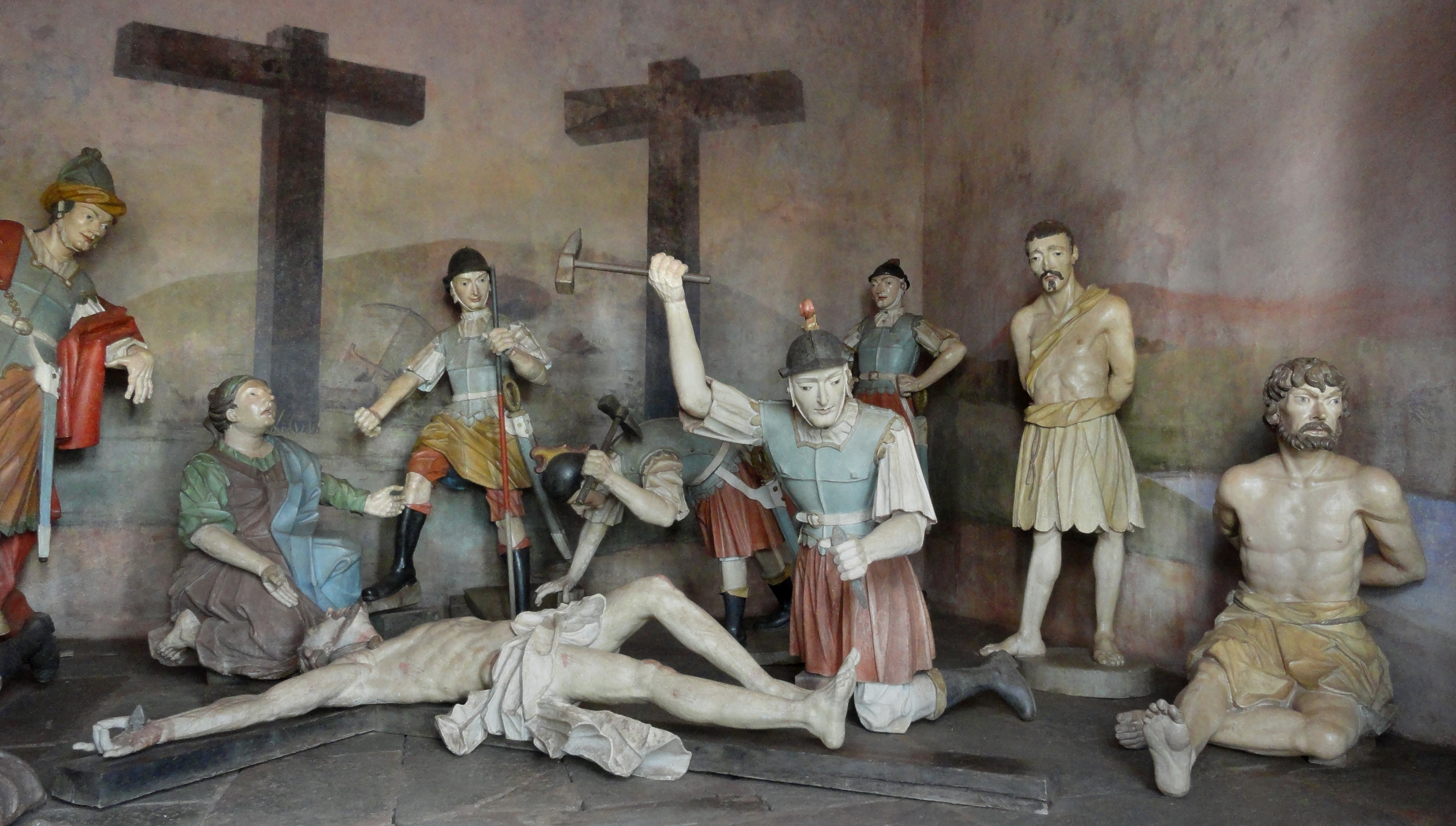
Crucificação de Jesus, Santuário Congonhas

Na Europa barroca a Igreja Católica e as cortes rivalizavam no mecenato artístico. O Barroco brasileiro floresceu em um contexto muito diferente, no período em que o Brasil ainda era uma colônia pesadamente explorada. A corte ficava além do oceano, na Metrópole portuguesa, e a administração interna que impôs à terra conquistada aos índios era ineficiente e morosa. Este espaço social foi imediatamente ocupado pela Igreja através de seus batalhões de intrépidos, capazes e empreendedores missionários, que administravam além dos ofícios divinos uma série de serviços civis, estavam na vanguarda da conquista do interior do território, organizavam boa parte do espaço urbano e dominavam o ensino e a assistência social mantendo colégios e orfanatos, hospitais e asilos. Não admira que também a Igreja tenha praticamente monopolizado a arte colonial brasileira, com rara expressão profana notável.
Tendo nascido primariamente como um projeto de combate aos protestantes, que condenavam o luxo nas igrejas e o culto às imagens, o Barroco, em particular no Brasil, foi um estilo movido principalmente pela inspiração religiosa, mas, ao mesmo tempo, dava enorme ênfase à sensorialidade, cativada pela riqueza dos materiais e formas e pela exuberância decorativa, tentando conciliar a ilustração das glórias espirituais com o apelo ao prazer mundano, vendo este como um instrumento didático particularmente apto para a educação moral e religiosa. Este pacto ambíguo, quando as condições permitiram, criou monumentos artísticos de enorme complexidade formal e riqueza plástica. Como disse Germain Bazin, "para o homem deste tempo, tudo é espetáculo". Mas tanta riqueza também era um tributo devido a Deus, por Sua própria glória.
Na competição com os dissidentes protestantes, o clero católico procurou em suma cooptar mais seguidores traduzindo os significados abstratos da sua religião em uma linguagem visual altamente retórica, que tinha um sentido cenográfico e declamatório, e que se expressava cheia de hipérboles e outras figuras de linguagem, o que se refletiu plasticamente na extrema complexidade da obra de talha e na agitada e convoluta movimentação das formas estatuárias, pictóricas e arquiteturais, que seduziam pela suntuosidade e pelos motivos facilmente compreensíveis pelo povo. Numa época em que a população era em sua maioria analfabeto, a arte católica barroca foi um complemento altamente persuasivo para o catecismo verbal. Nada melhor para que se cumprisse o objetivo dessa arte do que explorar a representação das emoções mais poderosas e elementares da natureza humana, como a devoção, o amor, o medo e a compaixão. O programa iconográfico contrarreformista escolheu os temas, a abordagem formal e as maneiras de desenvolvimento narrativo do discurso visual, prevendo a obtenção de um efeito afetivo específico para cada obra. Privilegiando os momentos mais dramáticos da história sagrada, se multiplicaram os Cristos açoitados, as Virgens com o coração trespassado de facas, os crucifixos sanguinolentos, os mártires na apoteose de seus suplícios. Mas essa mesma devoção, que tantas vezes adorou o trágico, plasmou também inúmeras cenas de êxtase e visões celestes, graciosas Madonnas e doces Meninos Jesus, cujo apelo ao coração simples do povo era imediato e efetivo.

### O ciclo mineiro
Minas Gerais teve a peculiaridade de ser uma área de povoamento mais recente em relação ao litoral, e pôde construir com mais liberdade, em estéticas mais atualizadas, no caso, o Rococó, uma profusão de igrejas novas, sem ter de adaptar ou reformar edificações mais antigas já estabelecidas e ainda em uso, como era o caso litorâneo, o que as torna exemplares no que diz respeito à unidade estilística. O conjunto rococó das igrejas de Minas tem uma importância especial tanto por sua riqueza e variedade como por ser testemunho de uma fase bem específica da história brasileira, quando a região concentrava as atenções da Metrópole portuguesa por suas grandes jazidas de ouro e diamantes e constituía o primeiro núcleo no Brasil de uma sociedade eminentemente urbana. A formulação de uma linguagem artística diferenciada na região das Minas deveu-se também a outros dois fatores importantes: o seu relativo isolamento do resto do país e o súbito enriquecimento da região com a descoberta daquelas ricas jazidas. O estilo tipicamente praticado em Minas Gerais teve seu centro principal na antiga Vila Rica, hoje Ouro Preto, fundada em 1711, mas também floresceu com vigor em Diamantina, Mariana, Tiradentes, Sabará, Cachoeira do Campo, São João del-Rei, Congonhas e uma série de outras cidades e vilas mineiras. Quando o ouro começou a escassear, por volta de 1760, o ciclo cultural da região também entrou em declínio, mas foi quando o seu estilo característico, nesta altura já transitando para o Rococó, chegou à culminação com a obra de maturidade de Aleijadinho e Mestre Ataíde. A riqueza da região no século XVIII favoreceu ainda o surgimento de uma elite urbana interessada em arte, patrocinado artistas e apreciando obras profanas. Segundo Afonso Ávila,

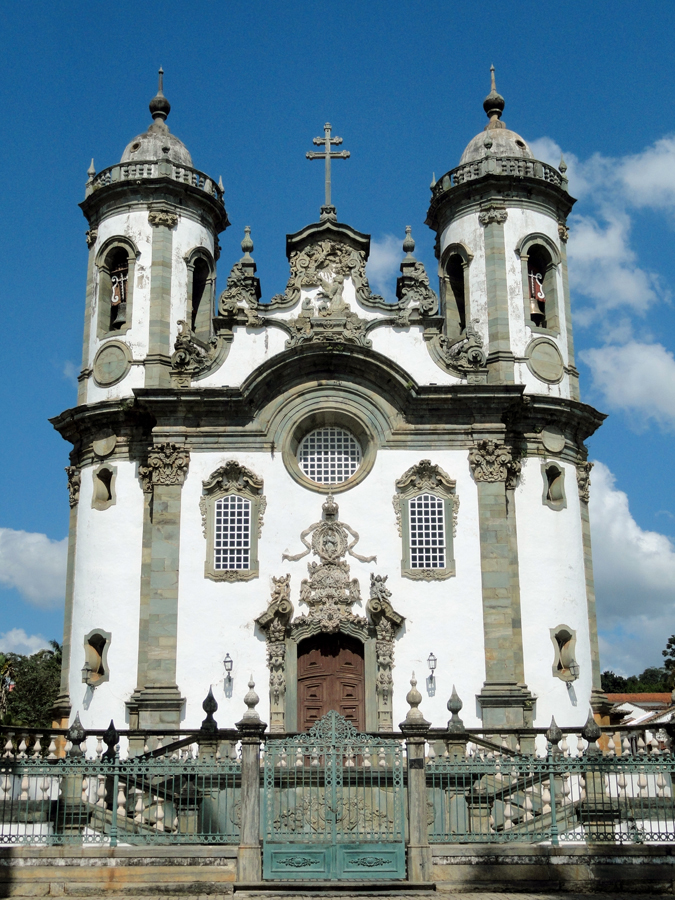
Igreja de São Francisco de Assis em São João del-Rei, projeto de Aleijadinho modificado por Cerqueira

"A experiência singular da Capitania das Minas Gerais constituiu, pelas peculiaridades do condicionamento econômico e do processo civilizador, um momento único da história cultural brasileira. E se o ouro e o diamante — ou melhor, se a indústria da mineração foi, no campo de economia, o fator material de cristalização e autonomia da cultura montanhesa, o atavismo barroco preparou-lhe o suporte espiritual, imprimindo à vida da sociedade mineradora os seus padrões ético-religiosos e impondo às manifestações criativas os seus valores e gostos estéticos. Sem essa unidade de conformação filosófica jamais seria possível a sedimentação de uma cultura tão autêntica em sua individualidade, fenômeno não de uma contingência histórico-regional, mas de uma polarização de virtualidades étnicas da gente colonizadora que aqui encontrariam condições excepcionais de expansão e afirmação".
Cabe uma palavra sobre o papel das irmandades na vida social de Minas, às quais Aleijadinho se ligou através da Irmandade de São José, que atendia sobretudo mulatos e atraía muitos carpinteiros. Eram organizações que patrocinavam as artes, fomentavam o espírito de vida cristã, criavam uma rede de assistência mútua para seus integrantes e se dedicavam ao cuidado dos pobres. Muitas se tornaram riquíssimas, e competiam na construção de templos decorados com luxo e requinte, ostentando pinturas, entalhes e estatuária. Também se considera que as irmandades tinham um lado político, atuando na construção da uma consciência social num meio dominado pela elite branca portuguesa. Lembre-se nesse sentido que na época em que Aleijadinho trabalhou Minas esteve em um estado de periódica agitação política e social, fortemente pressionada pela Coroa portuguesa, que desejava sob qualquer custo o ouro das minas, sendo em virtude dessa pressão intolerável a sede da Inconfidência Mineira. É documentado que Aleijadinho tinha contato com um dos inconfidentes, Cláudio Manuel da Costa, mas suas opiniões políticas são desconhecidas.
O Rococó pode ser descrito sucintamente como uma suavização e aligeiramento do Barroco. No entender de Myriam Oliveira a forma de sua introdução em Minas é obscura e polêmica, e apenas sabe-se com certeza que na década de 1760 já apareciam obras nesta linha em vários pontos da região, sem qualquer ligação aparente entre si. Outros pesquisadores atribuem o surgimento do estilo em Minas à difusão de gravuras alemãs e francesas, estatuária e azulejos portugueses, criados nesta estética que já estava consolidada na Europa a esta altura. Note-se que em todo Brasil colonial a arte se desenvolveu sob uma estrutura de ensino bastante precária, essencialmente artesanal e corporativa, e a prática de aprendizado através do estudo de reproduções de grandes exemplares da arte europeia foi um processo corriqueiro entre os artistas nativos, que nelas buscavam inspiração para seus próprios trabalhos. Também é certa a circulação de artistas portugueses na região, que conheciam bem a arte da Metrópole e naturalmente imprimiram sua marca entre os mineiros.

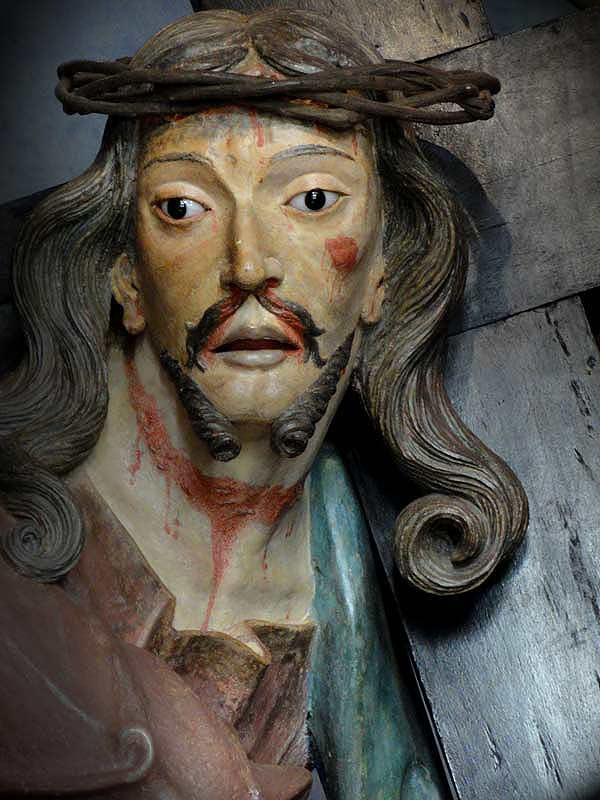
Detalhe do Cristo carregando a Cruz, na Via Sacra de Congonhas

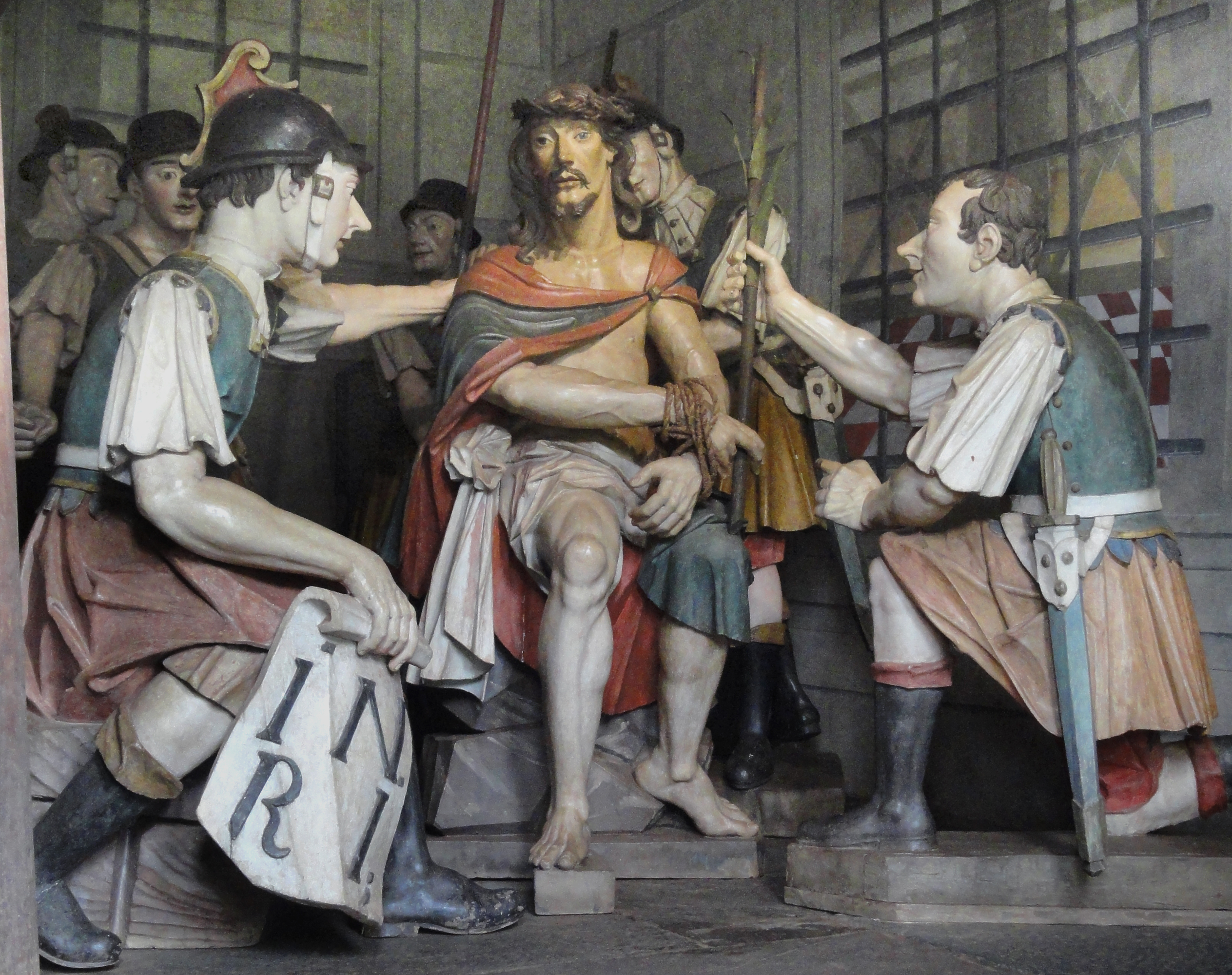
Jesus escarnecido pelos soldados romanos, Santuário de Congonhas

Seja como for, o Rococó se caracterizou pelo abandono da decoração pesada e compacta dos templos litorâneos mais antigos e tipicamente barrocos, repletos de densos entalhes, muitas vezes integralmente cobertos de ouro, emoldurando painéis compartimentalizados pintados com cores sombrias, os chamados "caixotões", e adotando em vez decorações mais abertas, fluentes, luminosas e leves. A suavização se imprimiu também sobre a arquitetura, com fachadas mais elegantes e pórticos mais decorativos, janelas maiores para uma iluminação interna mais efetiva, plantas mais movimentadas, materiais mais dóceis como a pedra-sabão, e interiores com predomínio da cor branca, intercalada com talha mais delicada e graciosa, mais expansiva e também mais esparsa, recorrendo amiúde aos padrões derivados da forma da concha com policromias claras. A abordagem geral da iconografia sacra, porém, não foi grandemente afetada pelo Rococó em países com a forte tradição contrarreformista como Portugal e Brasil, dando continuidade ao que se descreveu sobre a temática no Barroco, incluindo-se aqui o caso das obras esculturais de Aleijadinho, cuja dramaticidade e eloquência são marcantes.
A filiação de Aleijadinho às escolas estéticas supracitadas é motivo de disputa, e alguns autores até detectam traços de estilos arcaicos como o Gótico em sua produção, que ele teria conhecido através de gravuras florentinas. Mário de Andrade, no entusiasmo que caracterizou a redescoberta de Aleijadinho pelos modernistas, chegou a se expressar sobre seu estilo em escala épica, dizendo que
"O artista vagou pelo mundo. Reinventou o mundo. O Aleijadinho lembra tudo! Evoca os primitivos italianos, esboça o Renascimento, toca o Gótico, às vezes é quase francês, quase sempre muito germânico, é espanhol em seu realismo místico. Uma enorme irregularidade cosmopolita, que o teria conduzido a algo irremediavelmente diletante se não fosse a força de sua convicção impressa em suas obras imortais".
Por vezes o Aleijadinho é analisado como elemento de transição entre o Barroco e o Rococó, como é o caso de Bazin, Brandão, Mills, Taylor e Graham. Outros o têm como um mestre típico do Rococó, como James Hogan, para quem ele foi o maior expoente do Rococó brasileiro, ou Myriam Oliveira, notória estudiosa da arte colonial, que denunciou a tendência recorrente de assimilar o "fenômeno mineiro" para dentro da órbita do Barroco, falha básica que ela apontou existir na maioria dos estudos modernos sobre a arte da região e sobre o Aleijadinho, e que originou o conceito, tão divulgado, e para ela falso, de "Barroco mineiro". Outros o veem como um perfeito exemplo do Barroco, como Clemente, Ferrer, Fuentes e Lezama Lima. John Bury considera que
"O estilo de Aleijadinho pertence ao Barroco, no sentido mais amplo do termo. O espírito do Barroco era o da universalidade católica e imperial e, nesse aspecto, o Aleijadinho foi um verdadeiro mestre desse estilo. Ele captou instintivamente as noções básicas do Barroco em termos de movimento, ausência de limites e espírito teatral, bem como a ideia de que todas as artes, arquitetura, escultura, talha, douramento, pintura e até mesmo espetáculos efêmeros… deveriam ser usados como elementos que contribuíssem harmoniosamente para um grandioso efeito ilusório".
Também é assinalada a influência da arte popular em sua obra, como refere Junqueira Filho ao afirmar que sua singularidade reside no fato de ele superar o talento de um simples copista e as idiossincrasias de uma linguagem popular que, entretanto, persiste visível como "uma graça artesanal" no seu processo de se apropriar dos modelos cultos, ultrapassando seus modelos e adquirindo um status de obra nova e original, conquista que seria a responsável pela universalidade de sua contribuição sem que isso implique perda de sua raiz popular, sendo também uma justificativa para sua relevância no panorama da arte brasileira.

## Obra

### Problema da autoria e estilo pessoal

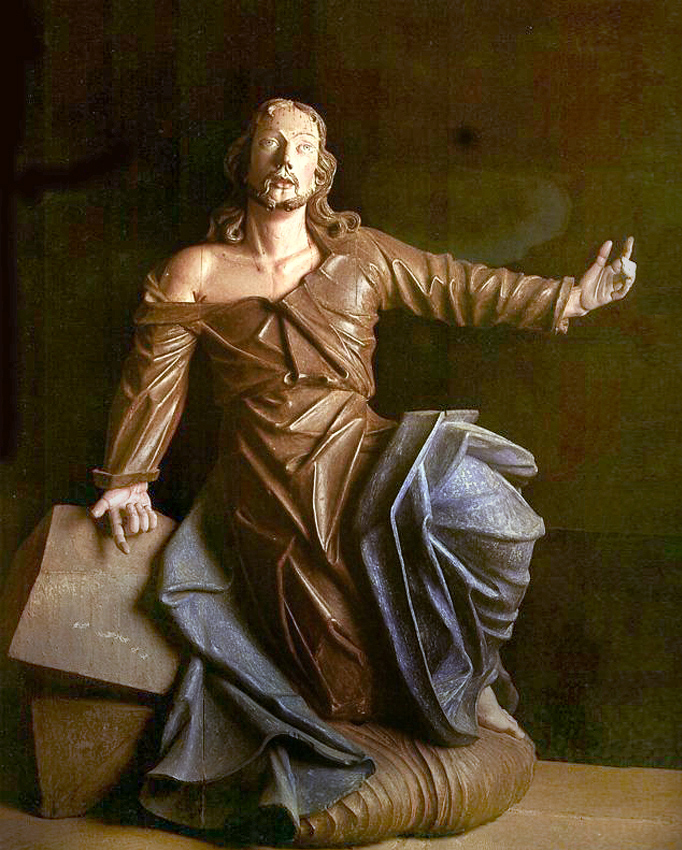
Cristo no Horto das Oliveiras, na Via Sacra de Congonhas

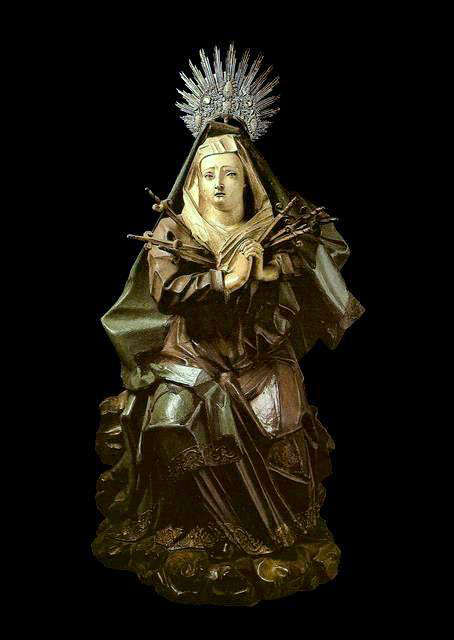
Nossa Senhora das Dores, tradicionalmente atribuída a Aleijadinho. Museu de Arte Sacra de São Paulo

Como ocorre com outros artistas coloniais, a identificação das obras do Aleijadinho é dificultada pelo fato dos artistas da época não assinarem suas obras e pela escassez de fontes documentais. Em geral os documentos como contratos e recibos acordados entre as irmandades religiosas e os artistas são as fontes mais seguras para a atribuição de autoria. Também outros documentos, como a Memória do vereador de Mariana transcrito por Bretas e a tradição oral são elementos úteis. Comparações estilísticas entre as obras autenticadas com as de autoria sugerida podem ser usadas para identificar o autor, embora este critério seja sempre conjetural, ainda mais porque se sabe que o estilo "típico" de Aleijadinho criou escola, sendo continuado por grande número de escultores mineiros e copiado até nos dias de hoje por santeiros da região. Tal estilo foi descrito por Silvio de Vasconcellos como apresentando os seguintes traços:
- Posicionamentos dos pés em ângulo próximo do reto;
- Panejamentos com dobras agudas;
- Proporções quadrangulares das mãos e unhas, com o polegar recuado e alongado e indicador e mínimo afastados, anular e médio unidos de igual comprimento; nas figuras femininas os dedos se afunilam e ondulam, elevando-se em seus terços médios;
- Queixo dividido por uma cova;
- Boca entreaberta e lábios pouco carnudos, mas bem desenhados;
- Nariz afilado e proeminente, narinas profundas e marcadas;
- Olhos rasgados de formato amendoado, com lacrimais acentuados e pupilas planas; arcadas superciliares alteadas e unidas em "V" na altura do nariz;
- Bigodes nascendo das narinas, afastados dos lábios e fundidos com a barba; esta é recuada na face e se apresenta bipartida em dois rolos;
- Braços curtos, um tanto rígidos, especialmente nos relevos;
- Cabelos estilizados, modelados como rolos sinuosos e estriados, terminados em volutas e com duas mechas sobre a testa;
- Expressividade acentuada, olhar penetrante.

A título de exemplo, ao lado se ilustra uma das inúmeras imagens que vêm sendo aceitas como de sua autoria com base na comparação estilística, uma Nossa Senhora das Dores, hoje no acervo do Museu de Arte Sacra de São Paulo.
Beatriz Coelho dividiu sua evolução estilística em três fases: a primeira, entre 1760 e 1774, quando seu estilo é indefinido, à procura de uma caracterização; a segunda, entre 1774 e 1790, quando ele se personaliza e suas obras se definem pela firmeza e idealização, e a final, entre 1790 e sua morte, quando a estilização chega a extremos, bem longe do naturalismo, tentando expressar a espiritualidade e o sofrimento.
Outro aspecto que deve ser levado em conta é o sistema de trabalho em oficinas coletivas que vigorava nas Minas de seu tempo; há pouca certeza acerca da extensão de sua intervenção direta na execução de muitas de suas obras, mesmo as documentadas. Muitas vezes os mestres-de-obras intervinham no risco original das igrejas, e a supervisão da construção era realizada por equipes das corporações, associadas aos poderes civil e eclesiástico, que também tinham poder diretivo. Para a talha de altares e esculturas igualmente participavam um número indeterminado de artesãos assistentes, que se bem seguindo as diretrizes do projetista encarregado da encomenda, deixavam sua marca distintiva nas peças finalizadas. Como disse Angela Brandão,
"Embora todo o sistema de organização da atuação dos ofícios mecânicos, herdada de modelos medievais portugueses, tenha se modificado ao adequar-se à colônia brasileira, parece certo que tanto em Portugal e tanto mais no Brasil a rígida divisão das funções exercidas por diferentes oficiais nunca se tenha mantido criteriosamente… As sobreposições ou exercício de funções que extrapolavam os limites profissionais estabelecidos para cada ofício mecânico não deixaram de gerar conflitos … Diferentes caminhos, levados em consideração, levam a concluir que os trabalhos artísticos e artesanais, em suas variadas atividades, entrelaçavam suas funções nas mãos de diferentes oficiais (os "oficiais de tudo", para usar o termo do século XVI), nos canteiros de obras e nos diversos encargos promovidos por irmandades e pela diocese em Minas Gerais do século XVIII".
Sendo hoje um dos ícones da arte brasileira, sua obra é altamente valorizada no mercado, e na problemática das atribuições de autoria entram em jogo fortes pressões de vários setores envolvidos, incluindo instâncias oficiais, colecionadores e comerciantes de arte. Apesar de sua obra documentada se resumir a relativamente poucas encomendas (duas delas incluindo os grandes conjuntos escultóricos de Congonhas, a Via Sacra e os Profetas), o catálogo geral publicado por Márcio Jardim em 2006 elencou 425 peças como de sua lavra exclusiva, sem ajuda de outrem, número muito maior do que as 163 obras contadas em 1951, na primeira catalogação. E o número não cessa de crescer: diversas peças de autoria até então desconhecida vêm sendo "autenticadas" nos últimos anos, quase invariavelmente sem qualquer fundamento documental. Um estudo crítico publicado em 2003 por pesquisadores ligados ao Instituto do Patrimônio Histórico e Artístico Nacional (IPHAN), Myriam Oliveira, Antônio Batista dos Santos e Olinto Rodrigues dos Santos Filho, contestou centenas dessas atribuições, e o livro acabou tendo toda sua edição apreendida por ordem judicial, emitida num processo aberto por Renato Whitaker, grande colecionador de Aleijadinho, que se sentiu prejudicado ao ver várias de suas peças desacreditadas. O embargo, porém, foi levantado em seguida. Outras contestações vieram de Guiomar de Grammont, alegando que em seu tempo de vida, e prejudicado por uma doença limitante, seria impossível que ele executasse todas as obras a ele atribuídas. Ela alegou ainda ter "razão para desconfiar que existe um conluio entre colecionadores e críticos para valorizar obras anônimas".

### Obras principais

#### Talha

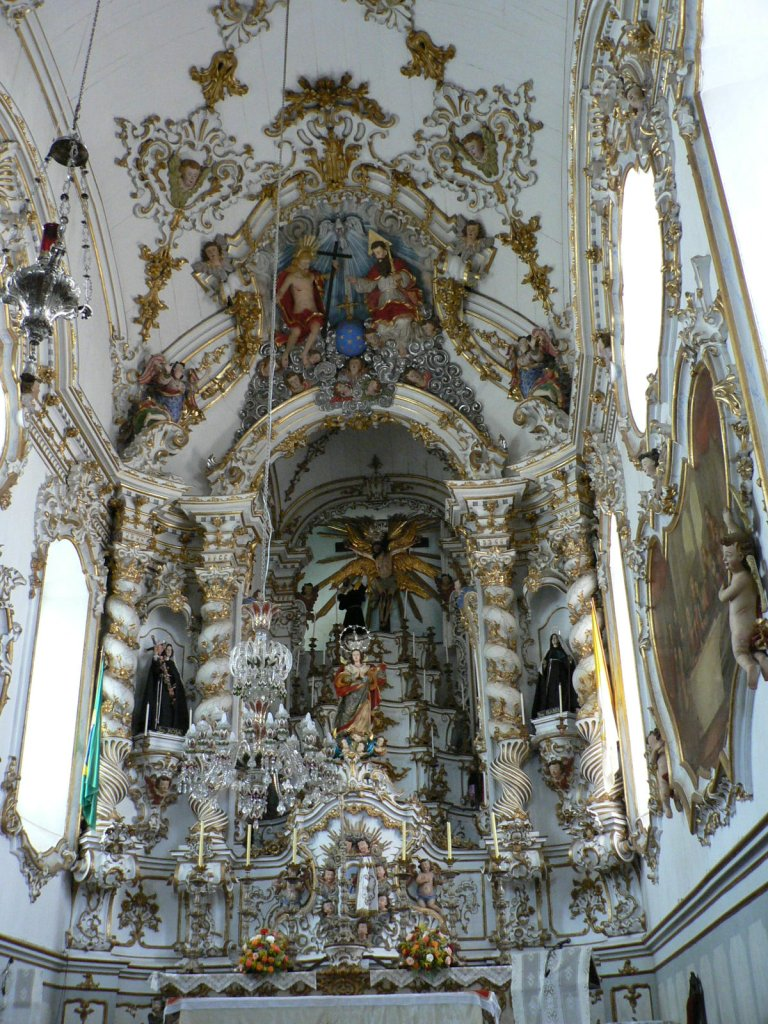
Retábulo da capela-mor da Igreja de São Francisco em São João del-Rei

Como entalhador, é documentada a participação de Aleijadinho em pelo menos quatro grandes retábulos, como projetista e executante. Em todos eles seu estilo pessoal se desvia em alguns pontos significativos dos modelos barrocos-rococós então prevalentes. O traço mais marcante nessas complexas composições, de caráter ao mesmo tempo escultórico e arquitetural, é a transformação do arco de coroamento, já sem frontão, substituído por um imponente grupo estatuário, o que segundo Oliveira sugere a vocação primariamente escultórica do artista. O primeiro conjunto foi o projeto da capela-mor da Igreja de São José em Ouro Preto, datado de 1772, ano em que entrou para a correspondente Irmandade. As obras foram executadas, contudo, por um artesão pouco qualificado, prejudicando o resultado estético. Ainda apresenta um dossel de coroamento, mas já está desprovido de ornamentos e ostenta um grupo escultórico.
O conjunto mais importante é o retábulo da Igreja de São Francisco de Assis em Ouro Preto, onde a tendência de povoar com figuras o coroamento chega ao seu ponto alto, com um grande conjunto escultórico representando as três pessoas da Santíssima Trindade. Este grupo não apenas arremata o retábulo, mas se integra eficazmente com a ornamentação da abóbada, fundindo parede e teto num vigoroso impulso ascendente. Toda a talha do retábulo tem uma forte marca escultórica, mais do que meramente decorativa, e realiza um original jogo de planos diagonais através dos seus elementos estruturais, o que se constitui num dos elementos distintivos de seu estilo neste campo, e que se repetiu no outro grande conjunto que ele projetou, para a igreja franciscana de São João del-Rei.

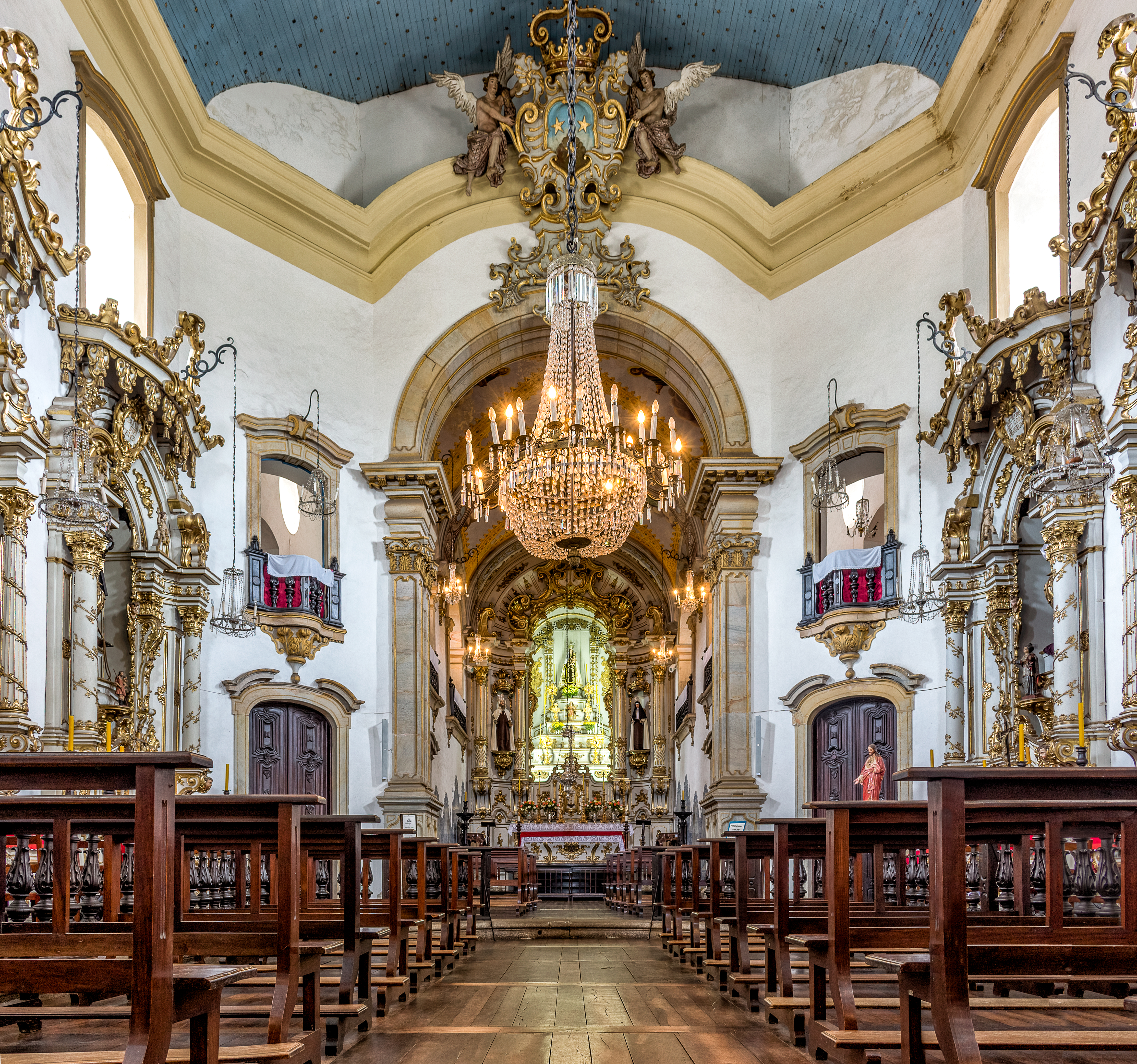
Altares da Igreja de Nossa Senhora do Carmo em Ouro Preto

A etapa final da evolução do seu estilo como entalhador é ilustrada pelos retábulos que realizou para a Igreja de Nossa Senhora do Carmo em Ouro Preto, projetados e executados por ele entre 1807 e 1809, sendo os últimos que criou antes da sua doença obrigar-lhe a mais supervisionar do que executar suas ideias. Estas peças derradeiras apresentam um grande enxugamento formal, com a redução dos elementos decorativos a formas essenciais, de grande elegância. Os retábulos são marcadamente verticalizados e se encaixam integralmente dentro dos cânones do Rococó; abandonam por inteiro o esquema do arco de coroamento, empregando apenas formas derivadas da concha (a "rocalha") e da ramagem como motivos centrais das ornamentações. O fuste das colunas não mais se divide em dois por um anel no terço inferior, e a sanefa aparece integrada à composição por volutas sinuosas.

#### Arquitetura

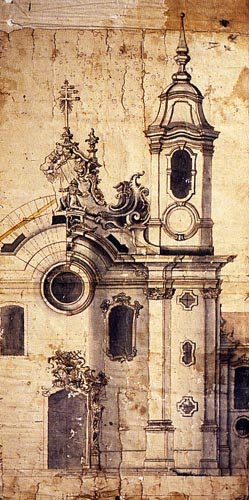
Projeto para a fachada da Igreja de São Francisco em São João del-Rei

Aleijadinho atuou como arquiteto, mas a extensão e natureza desta atividade são bastante controversas. Só sobrevive documentação relativa ao projeto de duas fachadas de igrejas, Nossa Senhora do Carmo em Ouro Preto e São Francisco de Assis em São João del-Rei, ambas iniciadas em 1776, mas cujos riscos foram alterados na década de 1770.
A tradição oral sustenta que ele foi autor também do risco da Igreja de São Francisco de Assis em Ouro Preto, mas a respeito dela só é documentada sua participação como decorador, criando e executando retábulos, púlpitos, portada e um lavabo. Também criou, como já foi mencionado, projetos para retábulos e capelas, que se enquadram mais na função do decorador-entalhador, ainda que tenham proporções arquitetônicas. Oliveira afirma que a comparação entre os projetos de fachadas documentados e o tradicionalmente atribuído evidencia que se tratam de universos estilísticos muito diferentes, sugerindo que a atribuição da igreja franciscana de Ouro Preto a Aleijadinho é no mínimo questionável. Esta apresenta um modelo mais compacto, com volumes mais dinâmicos e pobre ornamentação nas aberturas salvo a portada, cuja autoria do Aleijadinho é definida. Sua estética remete mais a modelos antigos do Barroco. As outras duas possuem janelas decoradas e volumes menos salientes, e são concebidas já bem dentro do estilo Rococó.
Os problemas se tornam mais complexos na análise da sua contribuição para a arquitetura religiosa mineira quando se constata a discrepância entre o projeto da Igreja de São Francisco de Assis em São João del-Rei, que foi recuperado, com o resultado que hoje é visível, tendo sofrido diversas modificações por Francisco de Lima Cerqueira, a ponto de ser justo chamá-lo de co-autor da obra. Segundo Oliveira,
"O projeto elaborado pelo Aleijadinho em 1774 para a fachada da igreja de São Francisco de São João del-Rei, que se situa na mesma linha evolutiva do Carmo de Ouro Preto, teria vindo a caracterizar, se executado, a mais genuinamente rococó das fachadas religiosas mineiras… o risco, felizmente conservado, um belo e minucioso desenho em bico-de-pena com marcação dos volumes em sombreado, dá uma ideia bastante precisa do pensamento original do autor. As elegantes torres chanfradas e ligeiramente arredondadas enquadram um frontispício levemente sinuoso como o da igreja do Carmo, tendo desenho semelhante ao dessa igreja, com o mesmo coroamento em forma de sino, em tratamento mais evoluído. Outras semelhanças podem ser detectadas no desenho ornamental da portada e das molduras das janelas, diferindo, entretanto, o modelo do óculo e do frontão, ladeado de vigorosas rocalhas chamejantes, que impulsionam visualmente para o alto o relevo escultórico central com a cena da visão de São Francisco no Monte Alverne".

#### Escultura

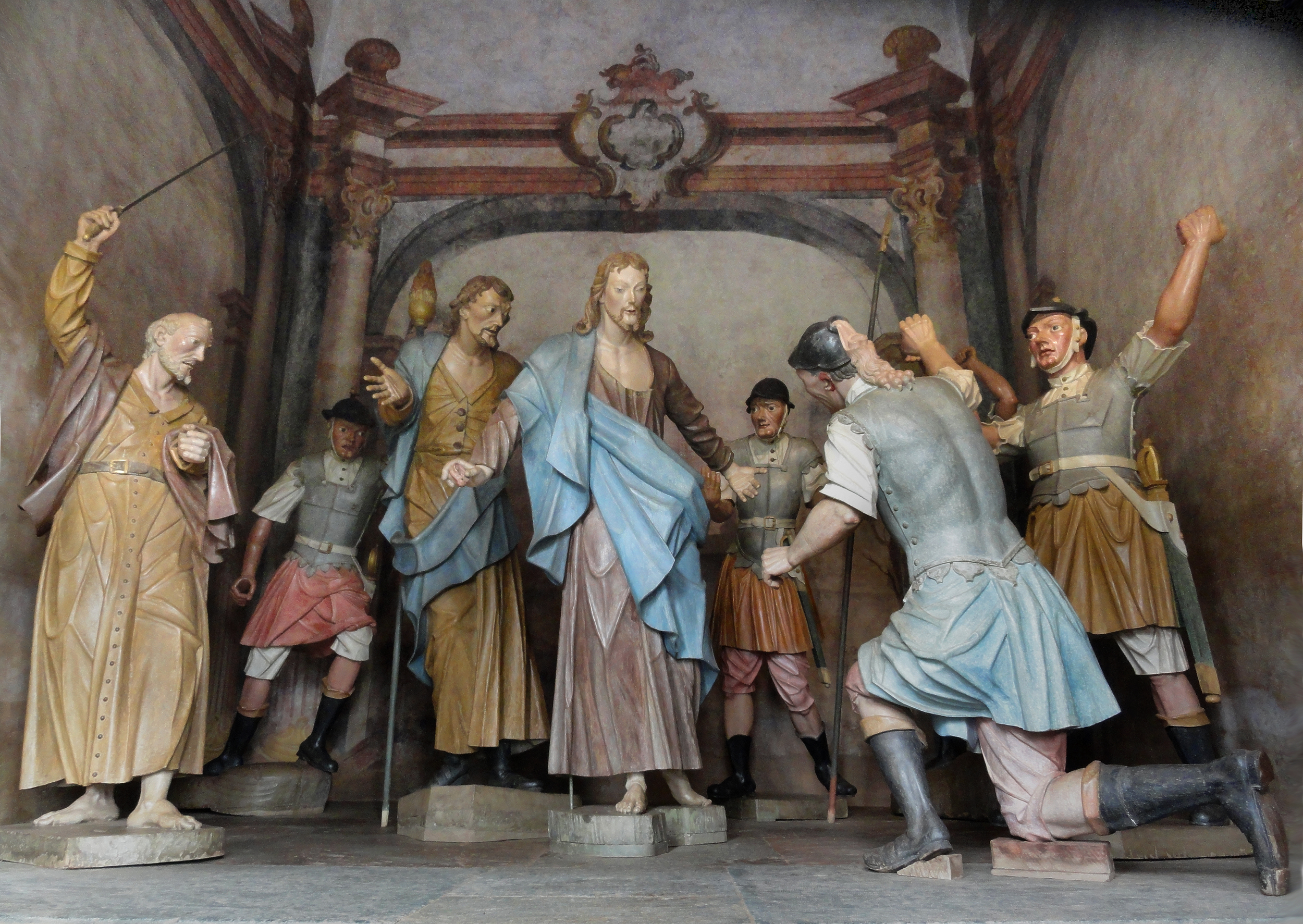
Jesus restaura a orelha de Malco (Prisão de Jesus), Santuário de Congonhas

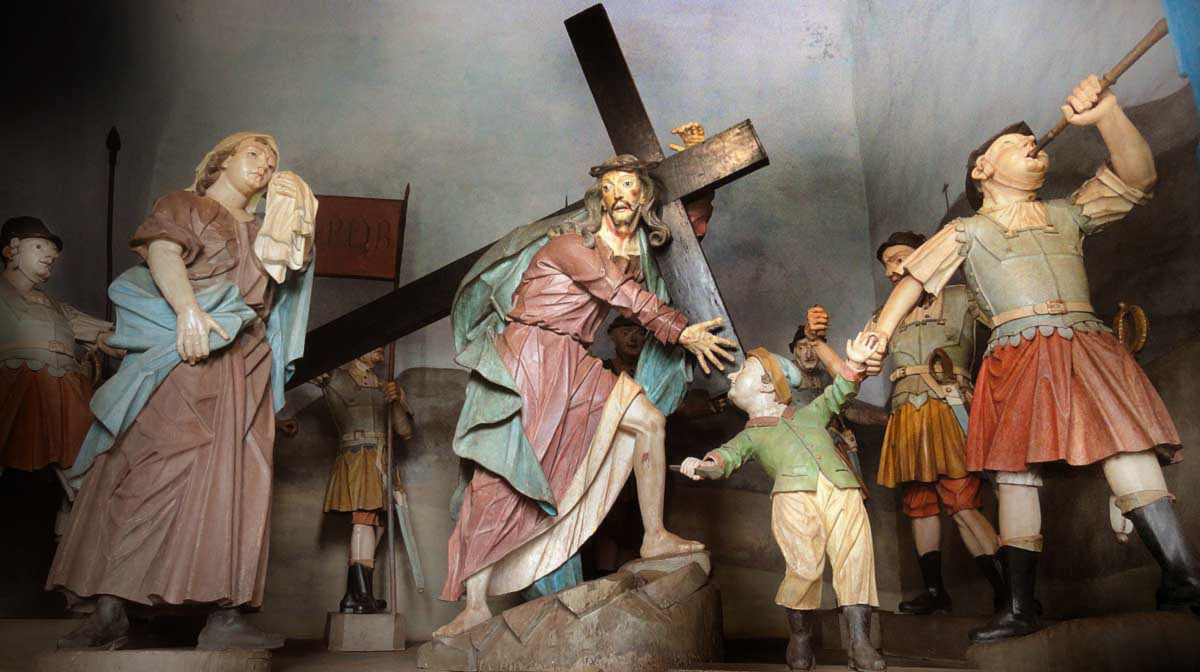
Cena do carregamento da cruz, Congonhas

Sua maior realização na escultura de vulto completo são os conjuntos do Santuário do Bom Jesus de Matosinhos, em Congonhas — as 66 estátuas da Via Sacra, Via Crucis ou dos Passos da Paixão, distribuídas em seis capelas independentes, e os Doze Profetas no adro da igreja. Todas as cenas da Via Sacra, talhadas entre 1796 e 1799, com estátuas em tamanho natural, são intensamente dramáticas, e aumenta esse efeito seu vivo colorido, pintadas, segundo indica um contrato assinado em 1798, por Mestre Ataíde e Francisco Xavier Carneiro. Entretanto, não é certo que Carneiro tenha trabalhado nas peças, pois não constam pagamentos a ele realizados no Livro 1° de Despesa até 1837, quando este se encerra.
A tipologia da Via Sacra é antiga, remonta à tradição do Sacro Monte, nascida na Itália séculos antes de ser reencenada em Congonhas. O tipo se constitui num conjunto de cenas da Paixão de Jesus, de caráter teatral e patético, destinadas explicitamente a invocar a piedade e compaixão, reconstruindo resumidamente o percurso de Jesus desde a Última Ceia até sua crucificação. As cenas são usualmente dispostas numa série de capelas que antecedem um templo colocado no alto de uma colina ou montanha — e daí o nome de Sacro Monte — exatamente como é o caso do Santuário de Congonhas, erguido por Feliciano Mendes em pagamento de uma promessa e imitando o modelo do santuário homônimo de Braga, em Portugal.
Julian Bell encontrou no conjunto brasileiro uma intensidade não superada nem mesmo pelos seus modelos italianos, e Mário de Andrade o leu como exemplo de um expressionismo às vezes feroz. Gilberto Freyre e outros viram em algumas destas peças, em especial nos grotescos soldados romanos que atormentam Cristo, um grito pungente e sarcástico, ainda que velado, de protesto contra a opressão da colônia pelo governo português e do negro pelo branco. Freyre, ao mesmo tempo, identificou raízes tipicamente folclóricas para a constituição do seu extravagante estilo pessoal, como a iconografia satírica da cultura popular, admirando a hábil maneira com que Aleijadinho introduziu elementos da voz do povo para dentro do universo da alta cultura do Barroco internacional.
Através da comparação da qualidade das várias figuras individuais, pesquisadores chegaram à conclusão de que ele não executou todas as imagens da Via Sacra. Sua mão estaria apenas nas da primeira capela, onde se representa a Santa Ceia, e nas da segunda capela, figurando a Agonia no Horto das Oliveiras. Das outras capelas teria esculpido pessoalmente apenas algumas das figuras. Na terceira, da Prisão, o Cristo e possivelmente São Pedro, e na que abriga duas cenas, a Flagelação e a Coroação de Espinhos, também as figuras de Cristo, e um dos soldados romanos, que teria servido de modelo para todos os outros, esculpidos por seus assistentes. Na capela do Carregamento da Cruz, a figura do Cristo e possivelmente as duas mulheres chorosas, junto com o menino que carrega um prego da cruz. Na capela da Crucificação, suas seriam as imagens do Cristo pregado e dos dois ladrões que o ladearam no Calvário, além, possivelmente, também a de Maria Madalena.

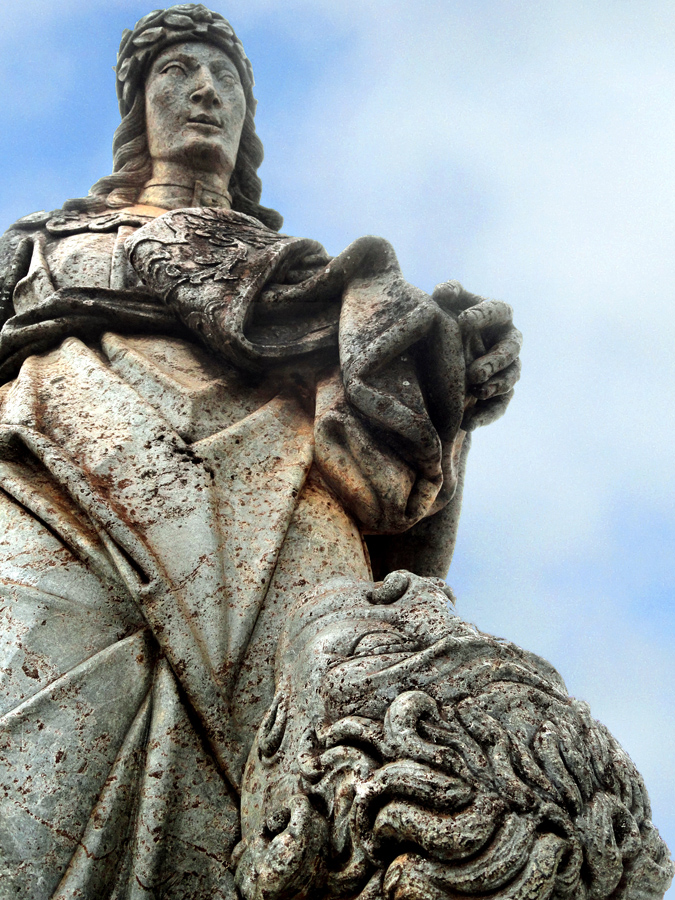
Detalhe do profeta Daniel

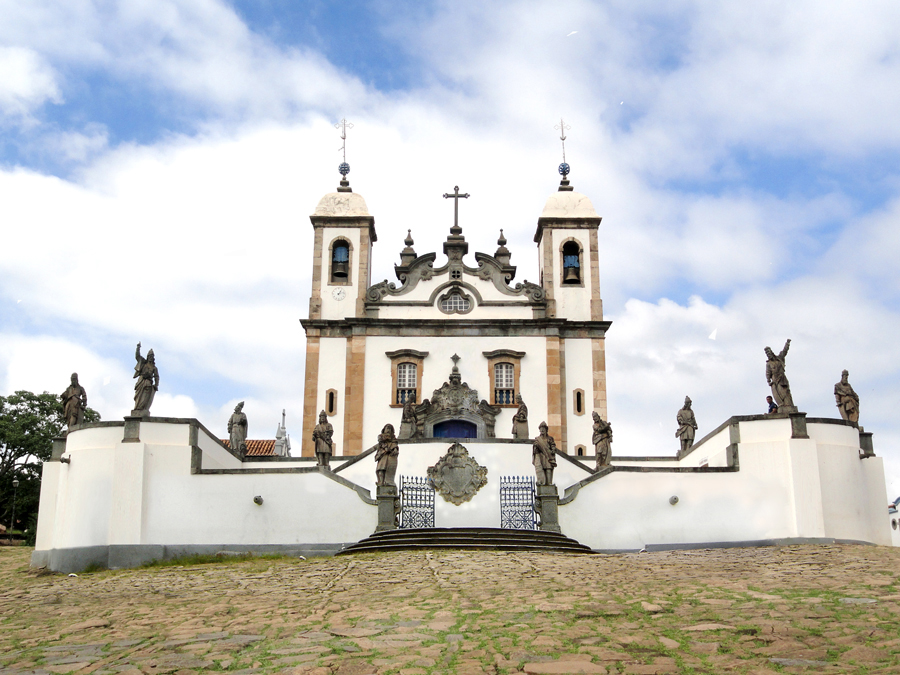
O conjunto dos profetas no adro da Igreja de Congonhas

A outra parte do conjunto de Matosinhos são as doze esculturas dos profetas, realizadas entre 1800 e 1805, cujo estilo em particular é fonte de controvérsia desde a manifesta incompreensão de Bernardo Guimarães no século XIX, que desconcertado diante dos aparentes erros de talha e desenho, ainda assim reconhecia nas estátuas momentos de notável beleza e solenidade, verdadeiramente dignas dos profetas. O conjunto se configura como uma das séries mais completas representando profetas na arte cristã ocidental. Estão presentes os quatro principais profetas do Antigo Testamento — Isaías, Jeremias, Ezequiel e Daniel, em posição de destaque na ala central da escadaria — e oito profetas menores, escolhidos segundo a importância estabelecida na ordem do cânone bíblico, sendo eles Baruc, Oseias, Jonas, Joel, Abdias, Amós, Naum e Habacuc.
As proporções das figuras são extremamente distorcidas. Uma parte da crítica atribui isso à incompetência de seu grupo de auxiliares ou às dificuldades de manejo do cinzel geradas por sua doença, mas outros se inclinam para ver nelas uma intencionalidade expressiva, e outros ainda entendem as distorções como recurso eminentemente técnico destinado a compensar a deformação advinda do ponto de vista baixo a partir do qual as estátuas são vistas, demonstrando o criador estar ciente dos problemas e exigências da representação figural em escorço. De fato a dramaticidade do conjunto parece ser intensificada por essas formas aberrantes, que se apresentam em uma gesticulação variada e teatral, imbuída de significados simbólicos referentes ao caráter do profeta em questão e ao conteúdo de sua mensagem. Dez dentre eles apresentam o mesmo tipo físico: um jovem de rosto esguio e traços elegantes, maçãs do rosto salientes, barbas aparadas e longos bigodes. Somente Isaías e Naum aparecem como velhos de longas barbas. Todos também trajam túnicas semelhantes, decoradas com bordados, salvo Amós, o profeta-pastor, que usa um manto do tipo dos trajes de pele de carneiro encontrados entre os camponeses da região do Alentejo. Daniel, com o leão a seus pés, também se destaca no grupo e crê-se que pela perfeição de seu acabamento seja talvez uma das únicas peças do conjunto inteiramente realizada pelo mestre mineiro. Segundo Soraia Silva,
"O que o Aleijadinho efetivamente deixou representado nesta obra foi uma dinâmica postural de oposições e correspondências. Cada estátua representa um personagem específico, com sua própria fala gestual. Mas apesar dessa independência no espaço representativo e até mesmo no espaço físico, elas mantêm um diálogo corporal, formando uma unidade integrada na dança profética da anunciação da vida, morte e renascimento".
Os profetas têm atraído a atenção de muitos pesquisadores, e várias teorias têm sido propostas para interpretá-los. Como exemplo, Martin Dreher, em seu livro A Igreja Latino-Americana no Contexto Mundial, afirma que na obra de Aleijadinho "está vivo o sentimento de revolta contra os opressores", fazendo uma associação entre os profetas e situação política de Minas, na época agitada pela Inconfidência Mineira; outros levam essa linha de pensamento mais longe, identificando cada um dos profetas com um inconfidente, alguns dos quais o artista parece ter conhecido pessoalmente, e outros acreditam que possa haver um simbolismo maçônico oculto nas obras. Essas teorias — principalmente porque a documentação de época sobre o artista é muito pobre, dando margem para muita conjetura — estão longe de ser um consenso e circulam de forma limitada entre os especialistas, embora encontrem um espaço apreciável na imaginação popular.
De qualquer forma, a concepção do conjunto é típica do Barroco religioso internacional: dramático, coreográfico e eloquente. No livro Profetas em Movimento, Soraia Maria Silva propõe que cada estátua representa um personagem específico, que apesar da independência no espaço representativo e físico, mantêm um diálogo corporal próprio. Giuseppe Ungaretti, espantado com a intensidade mística das figuras, disse que "os profetas do Aleijadinho não são barrocos, são bíblicos". Gabriel Frade pensa que o conjunto integrado pela igreja, o amplo adro e os profetas se tornou um dos mais notórios da arquitetura sagrada no Brasil, sendo um perfeito exemplo de como elementos interdependentes se complementam coroando de harmonia a totalidade da obra. Para John Bury,
"Os Profetas do Aleijadinho são obras-primas, e isso em três aspectos distintos: arquitetonicamente, enquanto grupo; individualmente, como obras escultóricas, e psicologicamente, como estudo de personagens que representa. Desde este último ponto de vista, elas são […] as esculturas mais satisfatórias de personagens do Antigo Testamento que jamais foram executadas, com exceção do Moisés de Michelangelo".
Hoje todo o conjunto do Santuário é um Patrimônio da Humanidade, conforme declaração da UNESCO, além de ser tombado pelo IPHAN.

#### Relevos

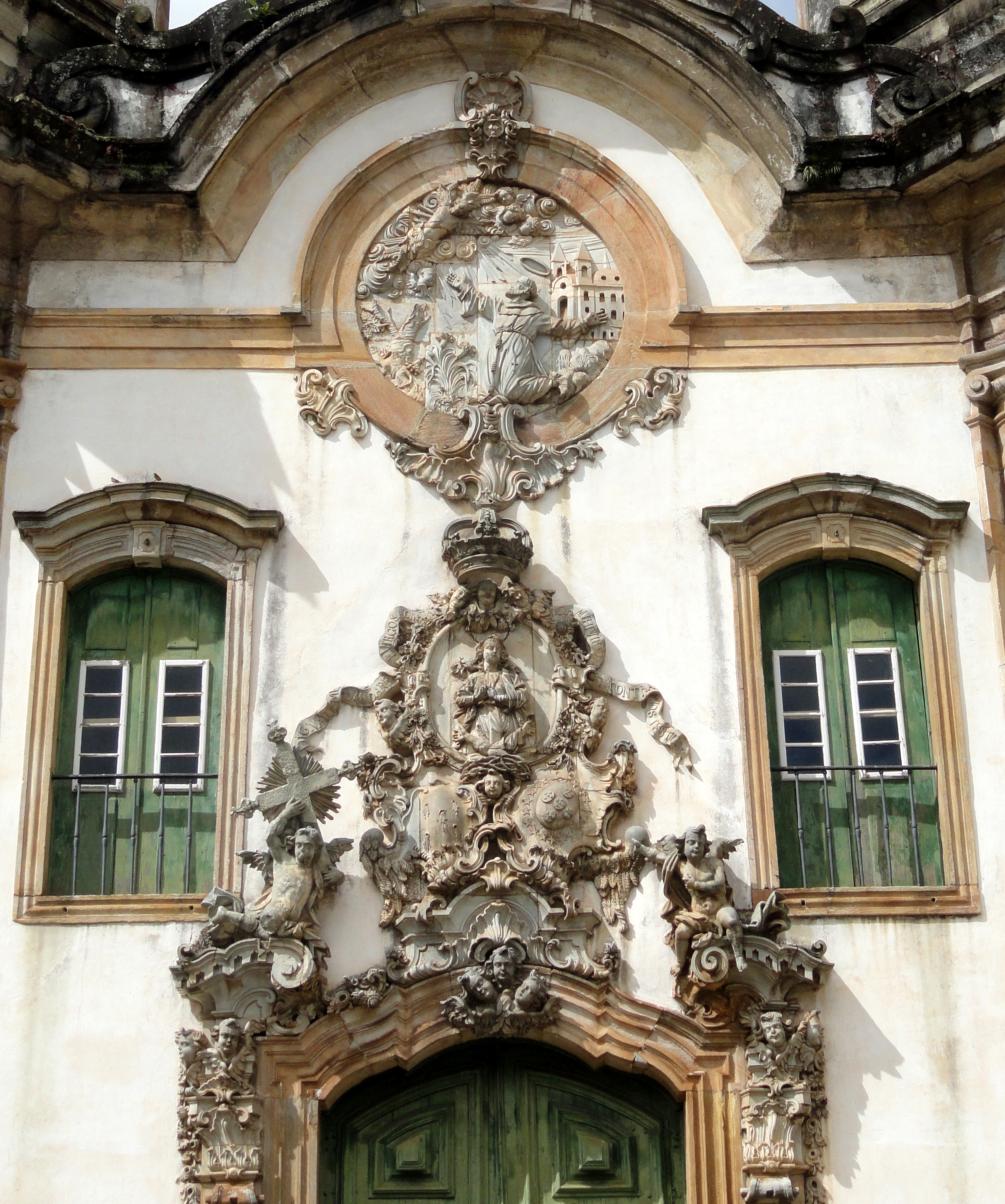
Relevo no pórtico da Igreja de São Francisco em Ouro Preto

Ainda dentro do campo da escultura se alinham os grandes relevos que ele esculpiu para pórticos de igrejas, que introduziram no Brasil um padrão de larga posteridade. Típico dessa inovação é a cartela ou brasão coroado ladeado por anjos, que apareceu primeiro na portada da Igreja do Carmo de Sabará. Bazin relacionou esse modelo a protótipos do Barroco português da época de Dom João V, que eram amiúde empregados lá e no Brasil para o coroamento de retábulos, mas a presença repetida desses elementos em igrejas carmelitas portuguesas sugere também uma preferência desta Ordem religiosa.
Aleijadinho transferiu esse modelo para os portais das igrejas franciscanas de Ouro Preto e São João del-Rei, onde a composição se torna muito mais complexa e virtuosística. Em Ouro Preto os anjos apresentam dois brasões lado a lado, unidos pela coroa de espinhos de Cristo e os braços estigmatizados, símbolos da Ordem Franciscana, e sobre isso se abre um grande medalhão com a figura da Virgem Maria, arrematado por uma grande coroa real. Decoram o conjunto guirlandas, flores, cabeças de querubins e fitas com inscrições, além de volutas e motivos de concha e folhagem. Também constituem novidade o desenho das peanhas, em arco semicircular, e a adição de fragmentos de entablamento acima das pilastras laterais, decorados com denteados e volutas. Os mesmos motivos aparecem em São João del-Rei, mas todos estes portais aparentemente foram modificados, em sua parte estrutural, por Cerqueira. Um diferencial do exemplo de Ouro Preto é a presença de um relevo adicional ocluindo o óculo, onde São Francisco de Assis aparece recebendo os estigmas, que para Mário de Andrade está entre suas criações mais primorosas, aliando notável doçura e realismo.
Na mesma categoria devem ser lembrados os lavabos monumentais e os púlpitos que esculpiu em pedra-sabão em igrejas de Ouro Preto e Sabará, todos com rico trabalho escultórico em relevo, tanto ornamental como em cenas descritivas.

## Fortuna crítica
Depois de um período de relativo obscurecimento após sua morte, ainda que tenha sido comentado por vários viajantes e eruditos da primeira metade do século XIX como Auguste de Saint-Hilaire e Richard Burton, às vezes de forma pouco lisonjeira, o nome de Aleijadinho voltou à cena com a biografia pioneira de Bretas em 1858, já citada. Dom Pedro II era um apreciador da sua obra. Mas foi mais tarde que o seu nome voltou com força à discussão estética e histórica, com as pesquisas de Affonso Celso e Mário de Andrade no início do século XX, aliadas ao novo prestígio que o Barroco mineiro desfrutava entre o governo, prestígio que levou à criação da Inspetoria de Monumentos Nacionais, o antecessor do IPHAN, em 1933. Para os modernistas do grupo de Mário, que estavam engajados num processo de criação de um novo conceito de identidade nacional, conhecer a obra de Aleijadinho foi como uma revelação inspiradora, onde foram acompanhados por alguns ilustres teóricos francófonos, num período em que o estilo Barroco estava muito desacreditado entre a intelectualidade da Europa mas no Brasil se tornara o assunto do momento. Admirado, Blaise Cendrars pretendeu escrever um livro sobre ele, mas isso acabou não se concretizando. Entretanto, os estudos foram ampliados nos anos seguintes por, entre muitos outros, Roger Bastide, Rodrigo Melo Franco de Andrade, Gilberto Freyre, Germain Bazin e também pelos técnicos do IPHAN, e desde então têm se expandido ainda mais para abordar uma grande variedade de tópicos sobre a vida e obra do artista, geralmente afirmando a importância superlativa de sua contribuição. Lúcio Costa mantinha uma posição dividida; negava-lhe talento de arquiteto, e repelia sua obra nesse campo como inferior, de nível decorativo apenas, e ironizava sua pessoa também, chamando-o de "recalcado trágico", ainda que em outro momento o elogiasse como "a mais alta expressão individualizada da arte portuguesa de seu tempo".

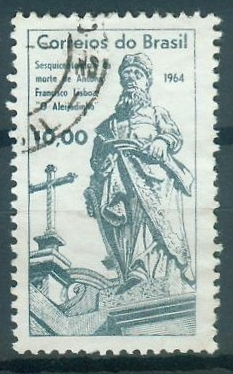
Selo postal em homenagem ao sesquicentenário da morte do escultor

Seu reconhecimento extrapola as fronteiras do Brasil. Para boa parte da critica moderna, Aleijadinho representa um momento singular na evolução da arte brasileira, sendo um ponto de confluência das várias raízes sociais, étnicas, artísticas e culturais que fundaram a nação, e mais do que isso, representa dessa síntese uma expressão plástica de elevadíssima qualidade, sendo o primeiro grande artista genuinamente nacional. Dentre muitas opiniões de teor semelhante, Bazin o louvou como o "Michelangelo brasileiro", para Carlos Fuentes ele foi o maior "poeta" da América colonial, Lezama Lima o chamou de "a culminação do Barroco americano", Regis St. Louis e seus colaboradores lhe dão um lugar de destaque na história da arte internacional, John Crow o considera um dos criadores mais dotados deste hemisfério em todos os tempos, e João Hansen afirma que as suas obras já começam a ser identificadas com o Brasil ao lado do samba e do futebol em outros países, tendo-se tornado um dos ícones nacionais para os estrangeiros. Já existe um museu especialmente dedicado à preservação de sua memória, o Museu Aleijadinho, fundado em Ouro Preto em 1968, e a sua cidade natal regularmente promove a "Semana do Aleijadinho", com encontros de pesquisadores aliados a comemorações populares, onde ele é o tema principal. O prestígio do artista junto à crítica especializada acompanha sua popularidade entre os leigos brasileiros. O Centro Cultural Banco do Brasil do Rio de Janeiro realizou em 2007 a exposição Aleijadinho e seu Tempo — Fé, Engenho e Arte, que teve um público recorde de 968 577 visitantes, o maior público, em números absolutos, recebido em uma mostra realizada nos dezessete anos de atuação do CCBB Rio, ultrapassando números da Bienal Internacional de São Paulo (535 mil), e das exposições Picasso Na Oca (905 mil) e Guerreiros de Xi'an (817.782). A presença de suas obras nas cidades mineiras é um dos grandes atrativos turísticos da região.
Já Grammont, Gomes Junior, Chartier, Barretto e outros advertem para o perigo da perenização de visões mitificantes, romantizadas e fantasiosas sobre o artista, que tendem a obscurecer a sua correta contextualização e a clara compreensão de sua estatura artística e da extensão de sua originalidade, a partir do copioso folclore que desde a era de Vargas tanto a oficialidade como o povo vêm criando em torno de sua figura mal conhecida e misteriosa, elevando-o ao patamar de herói nacional. Hansen inclusive aponta como evidência lamentável dessa situação a ocorrência de manipulação política da imagem de Aleijadinho no exterior, citando a censura governamental à publicação de estudos mais críticos no catálogo de uma grande exposição que incluía o artista montada na França, patrocinada pelo governo federal.
O Aleijadinho já foi retratado como personagem no cinema e na televisão: em 1915 Guelfo Andaló dirigiu a primeira cinebiografia sobre o artista, em 1968 ele foi interpretado por Geraldo Del Rey no filme Cristo de Lama, Maurício Gonçalves no filme Aleijadinho - Paixão, Glória e Suplício (2003) e Stênio Garcia num Caso Especial da TV Globo. Em 1978 Aleijadinho foi objeto de um documentário dirigido por Joaquim Pedro de Andrade e narrado por Ferreira Gullar.

## Lista de obras documentadas

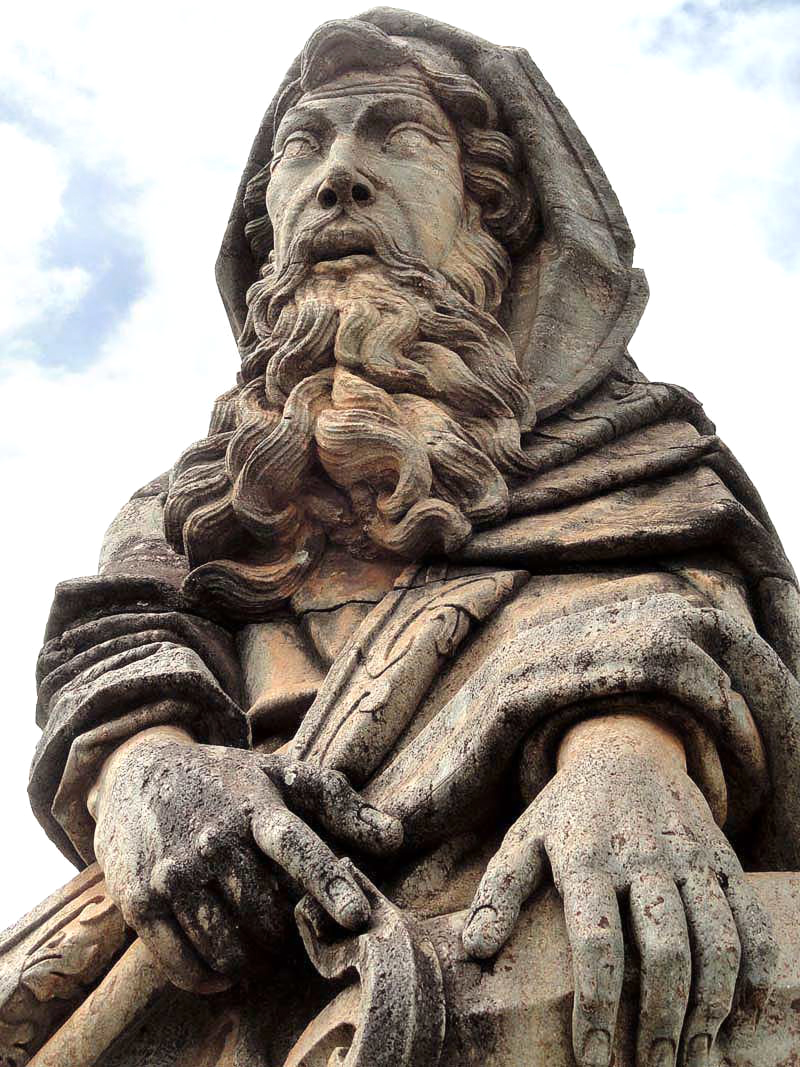
Detalhe do profeta Isaías

Informações obtidas em artigo de Felicidade Patrocínio na Revista do Instituto Histórico e Geográfico de Montes Claros.
- 1752 — Ouro Preto: Chafariz do Palácio dos Governadores. Risco do pai, execução de Aleijadinho.
- 1757 — Ouro Preto: Chafariz do Alto da Cruz. Risco do pai, execução de Aleijadinho.
- 1761 — Ouro Preto: Busto no Chafariz do Alto da Cruz.
- 1761 — Ouro Preto: Mesa e 4 bancos para o Palácio dos Governadores.
- 1764 — Barão de Cocais: Esculpiu a imagem de São João Batista em Pedra Sabão e projetou a tarja do arco cruzeiro no interior do Santuário de São João Batista
- 1770 — Sabará: Trabalho não especificado para a Igreja de Nossa Senhora do Carmo.
- 1771 — Rio Pomba: Medição do risco do altar-mor da Matriz.
- 1771–2 — Ouro Preto: Risco do altar-mor da Igreja de São José.
- 1771 — Ouro Preto: Medição do risco da Igreja de Nossa Senhora do Carmo.
- 1771 — Ouro Preto: Risco para um açougue.
- 1771–2 — Ouro Preto: Púlpitos para a Igreja de São Francisco.
- 1773–4 — Ouro Preto: Barrete da capela-mor da Igreja de São Francisco.
- 1774 — São João del-Rei: Aprovação do risco da Igreja de São Francisco.
- 1774 — Sabará: Trabalho não especificado para a Igreja de Nossa Senhora do Carmo.
- 1774 — Ouro Preto: Novo risco da portada da Igreja de São Francisco.
- 1775 — Ouro Preto: Risco da capela-mor e altar da Igreja de Nossa Senhora das Mercês.
- 1777–8 — Ouro Preto: Inspeção de obras na Igreja de Nossa Senhora das Mercês.
- 1778 — Sabará: Inspeção de obras na Igreja de Nossa Senhora do Carmo.
- 1778–9 — Ouro Preto: Risco do altar-mor da Igreja de São Francisco.
- 1779 — Sabará: Risco do cancelo e uma estátua para a Igreja de Nossa Senhora do Carmo.
- 1781 — Sabará: Trabalho não especificado para a Igreja de Nossa Senhora do Carmo.
- 1781 — São João del-Rei: Encomenda do risco do altar-mor da Igreja de São Francisco.
- 1781–2 — Sabará: Cancelo, púlpitos, coro e portas principais da Igreja de Nossa Senhora do Carmo.
- 1785 — Morro Grande: Inspeção de obras na Matriz.
- 1789 — Ouro Preto: Pedras de ara para a Igreja de São Francisco.
- 1790 — Mariana: Registro do segundo vereador na Casa de Câmara e Cadeia
- 1790–4 — Ouro Preto: Altar-mor da Igreja de São Francisco.
- 1794 — Ouro Preto: Inspeção de obras na Igreja de São Francisco.
- 1796–9 — Congonhas: Figuras dos Passos da Paixão para o Santuário do Bom Jesus de Matosinhos.
- 1799 — Ouro Preto: Quatro anjos de andor para a Igreja de Nossa Senhora do Pilar.
- 1800–5 — Congonhas: Doze Profetas para o adro do Santuário do Bom Jesus de Matosinhos.
- 1801–6 — Congonhas: Lâmpadas para o Santuário do Bom Jesus de Matosinhos.
- 1804 — Congonhas: Caixa do órgão do Santuário do Bom Jesus de Matosinhos.
- 1806 — Sabará: Risco do altar-mor (não aceito) para a Igreja de Nossa Senhora do Carmo.
- 1807 — Ouro Preto: Retábulos de São João e Nossa Senhora da Piedade para a Igreja de Nossa Senhora do Carmo.
- 1808 — Congonhas: Castiçais para o santuário de Bom Jesus de Matosinhos.
- 1808–9 — Ouro Preto: Retábulos de Santa Quitéria e Santa Luzia para a Igreja de Nossa Senhora do Carmo.
- 1810 — São João del-Rei: Risco da portada e cancelo para a Matriz.
- 1829 — Ouro Preto: Retábulos laterais para a Igreja de São Francisco, executados postumamente.

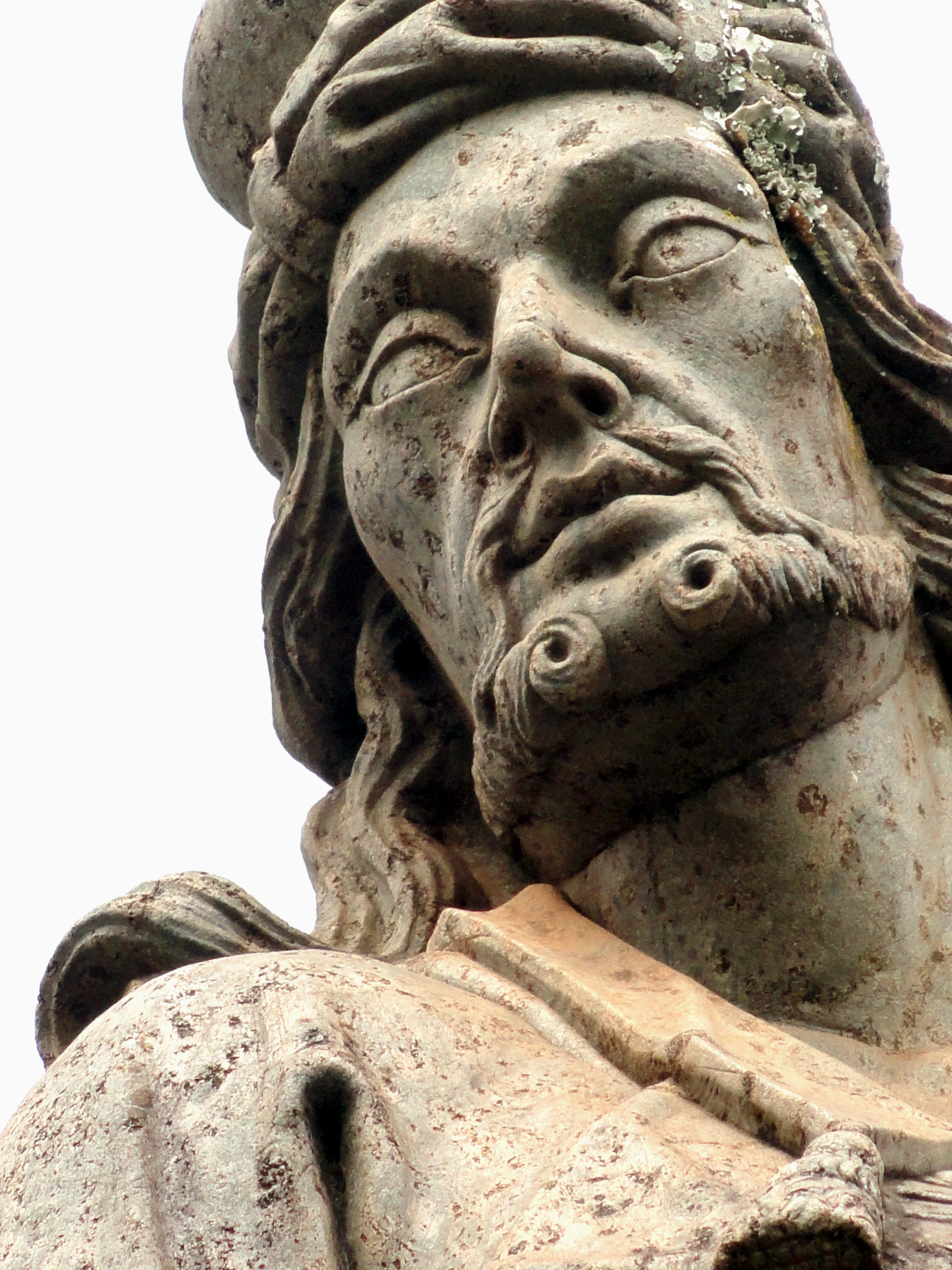
Detalhe do profeta Habacuc
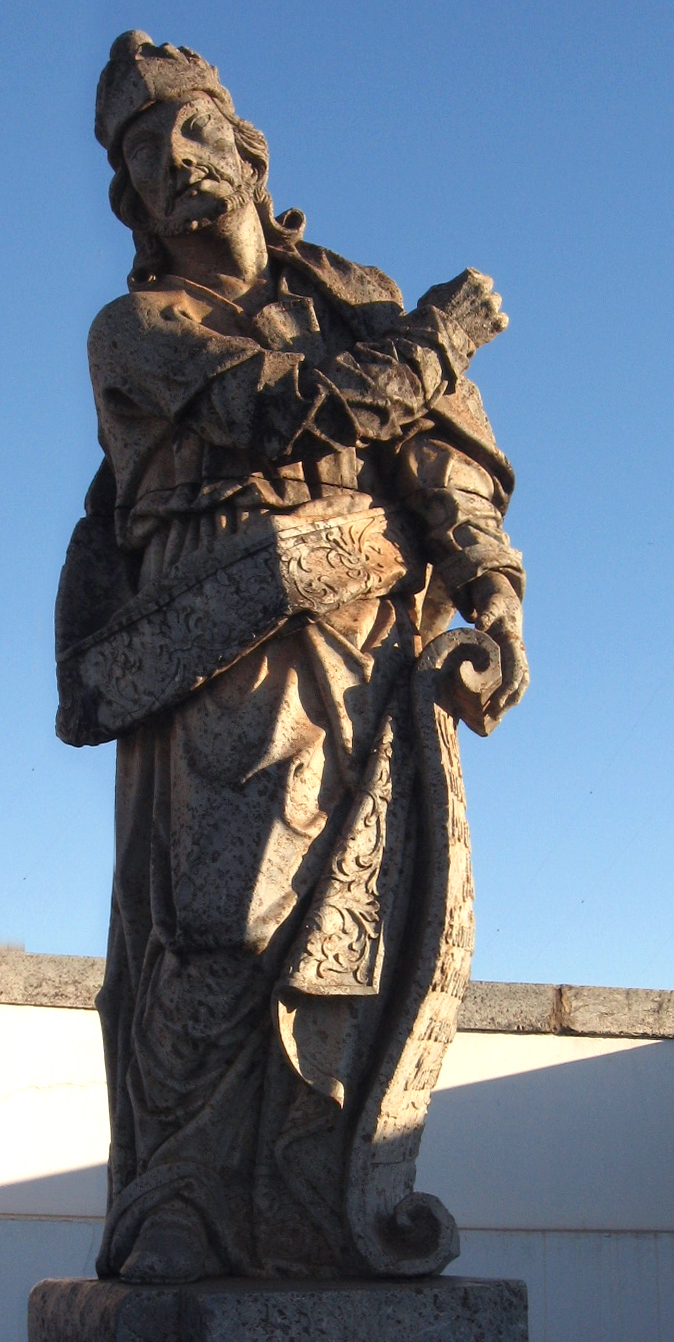
Profeta Ezequiel
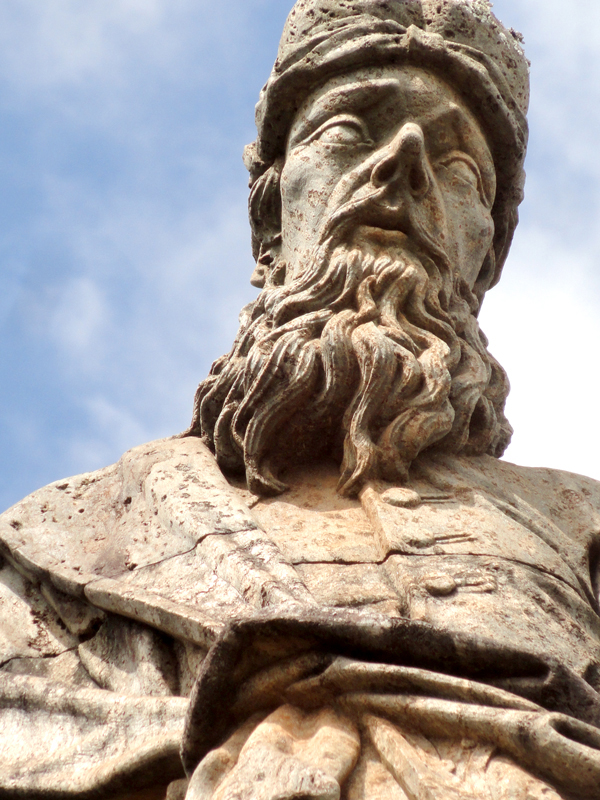
Detalhe do profeta Naum
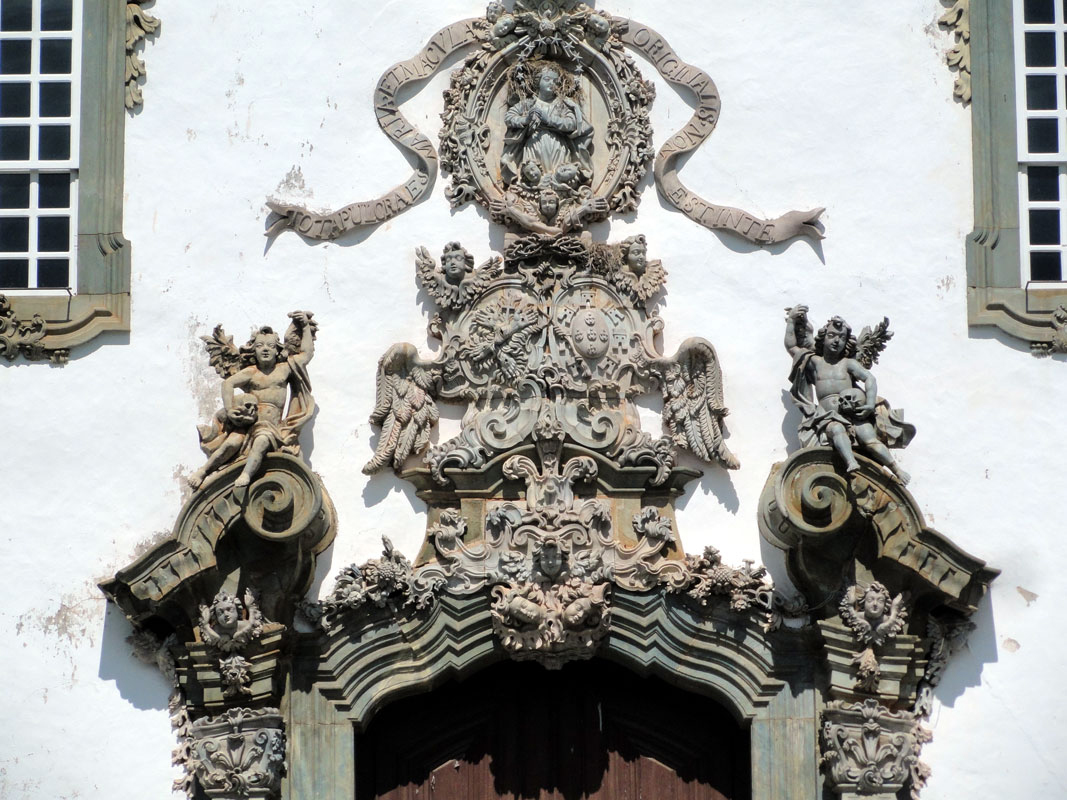
Portada esculpida por Aleijadinho na Igreja de São Francisco em São João del-Rei

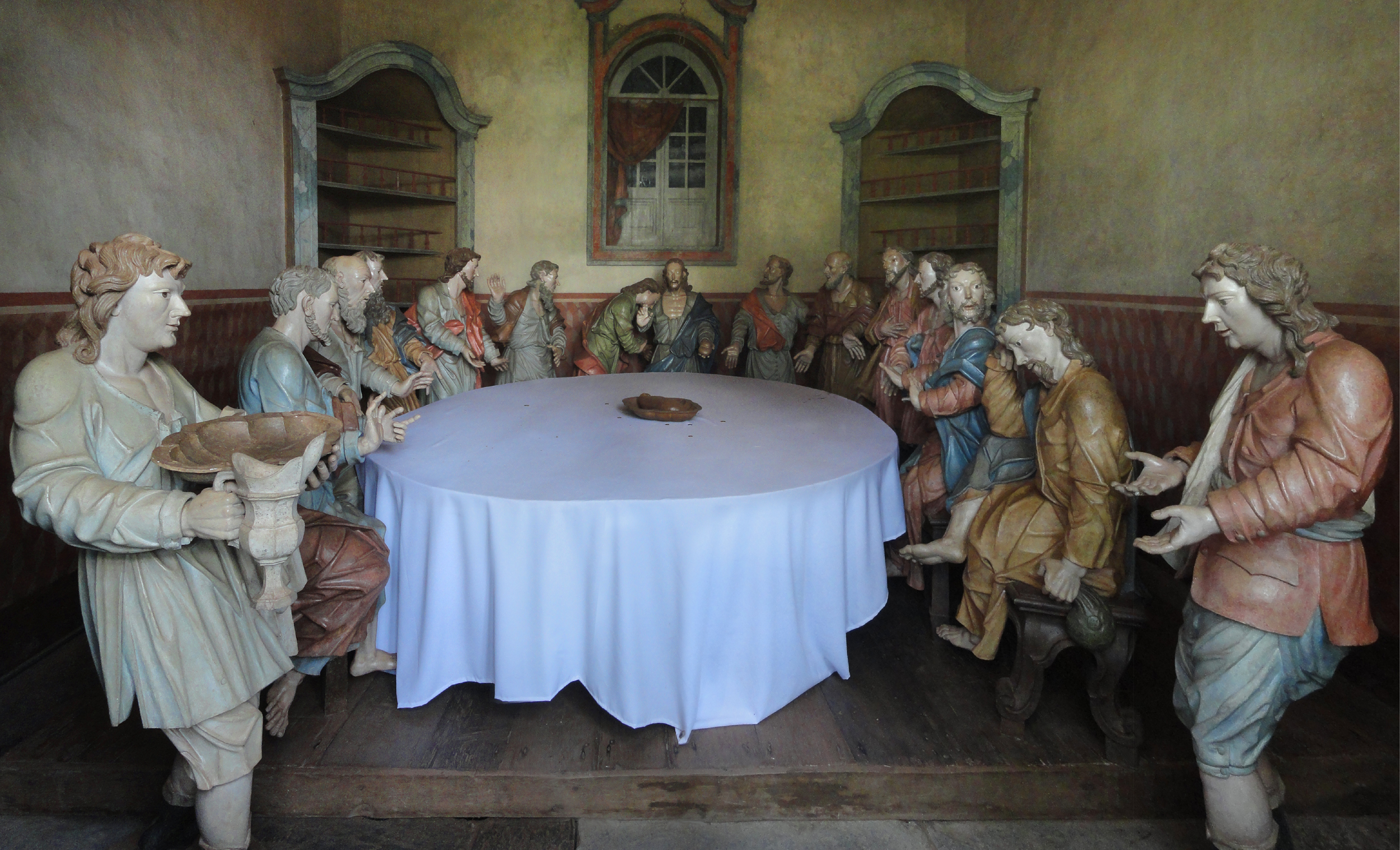
A última ceia, Santuário de Congonhas